# Oberwiesenthal
Oberwiesenthal (seit 29. Mai 1935 Kurort Oberwiesenthal) am Fuß des Fichtelbergs ist mit 915 m ü. NHN die höchstgelegene Stadt Deutschlands und der Wintersportort im Erzgebirge, der die meisten Übernachtungen aufzuweisen hat. Die Stadt trägt den Titel Staatlich anerkannter Luftkurort.

## Geografie

### Lage und Berge
Oberwiesenthal liegt am Kamm des Mittleren Erzgebirges im Erzgebirgskreis, an der Grenze zu Tschechien, die bis Bärenstein (10 km nordöstlich) dem Lauf des Pöhlbaches folgt.
- Höchste Erhebung des Ortes ist der Fichtelberg mit 1215 m ü. NN, der höchste Berg Sachsens.

Bedeutende Berge in der Umgebung von Oberwiesenthal sind:
- Keilberg (Klínovec) (1244 m n.m.; höchster Berg des Erzgebirges)
- Kleiner oder Hinterer Fichtelberg (1206 m ü. NN)
- Eisenberg (1029 m ü. NN)

### Nachbargemeinden
Auf tschechischer Seite befinden sich die Gemeinden Loučná pod Klínovcem (Böhmisch Wiesenthal) sowie weiter westlich Jáchymov (Sankt Joachimsthal) und Boží Dar (Gottesgab). Angrenzende Gemeinden in Deutschland sind Bärenstein, Crottendorf, Sehmatal, Breitenbrunn/Erzgeb. und Raschau-Markersbach.

### Stadtgliederung
- Oberwiesenthal (mit Siedlung Neues Haus)
- Unterwiesenthal (mit Siedlungen Rotes Vorwerk, Weißes Vorwerk, Roter Hammer und Berghäuser („Am Berg“))
- Hammerunterwiesenthal (mit Siedlung Bärenlohe)

Ober- und Unterwiesenthal vereinigten sich am 1. September 1921 zur Stadt Oberwiesenthal, die seit dem 29. Mai 1935 Kurort Oberwiesenthal heißt. Am 1. Januar 1997 wurde Hammerunterwiesenthal ein Ortsteil der Stadt Kurort Oberwiesenthal.

## Geschichte

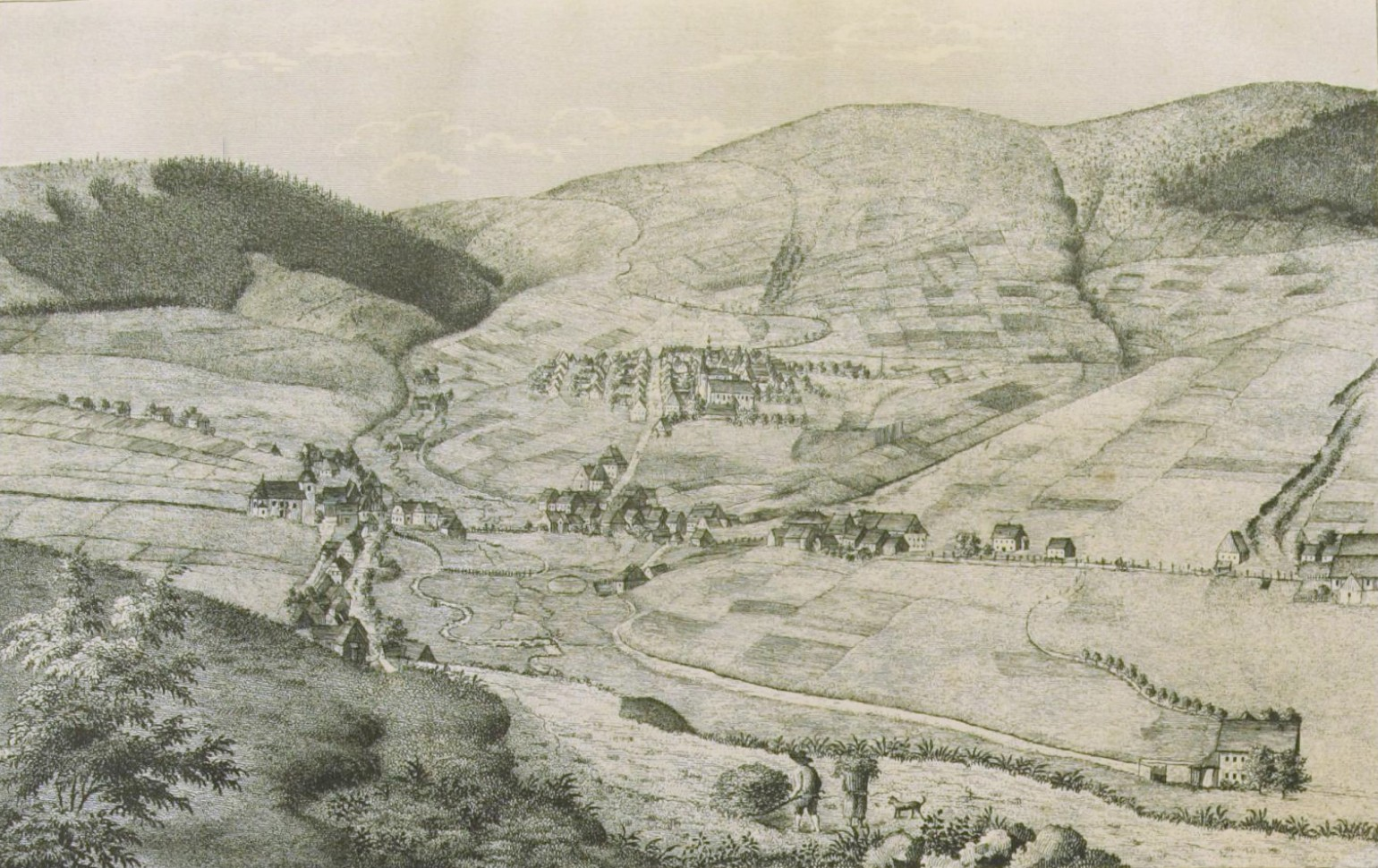
Von links: Böhmisch, Ober- sowie Unterwiesenthal (1848)

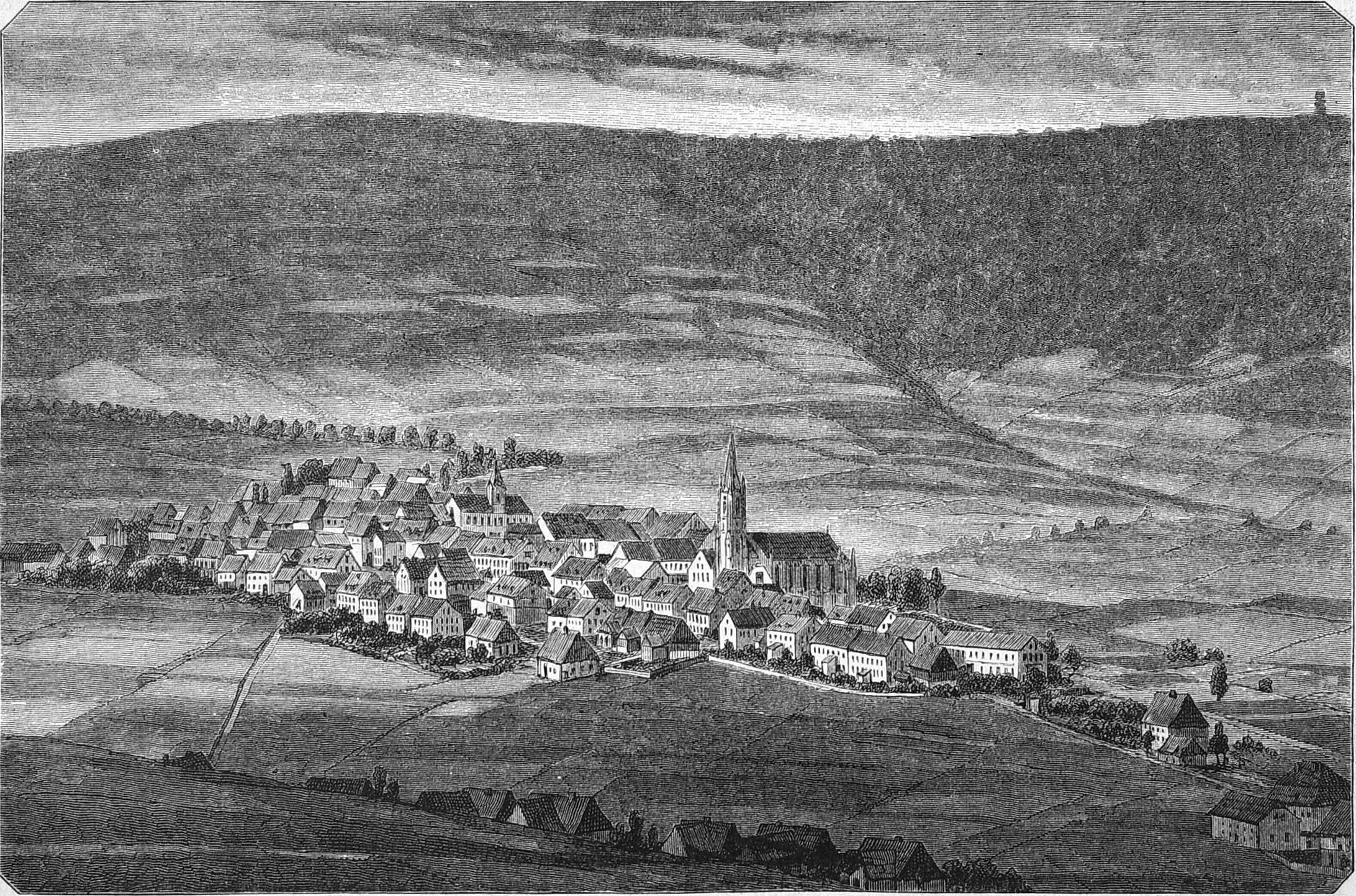
Zeichnung von Oberwiesenthal mit Fichtelberg (1879)

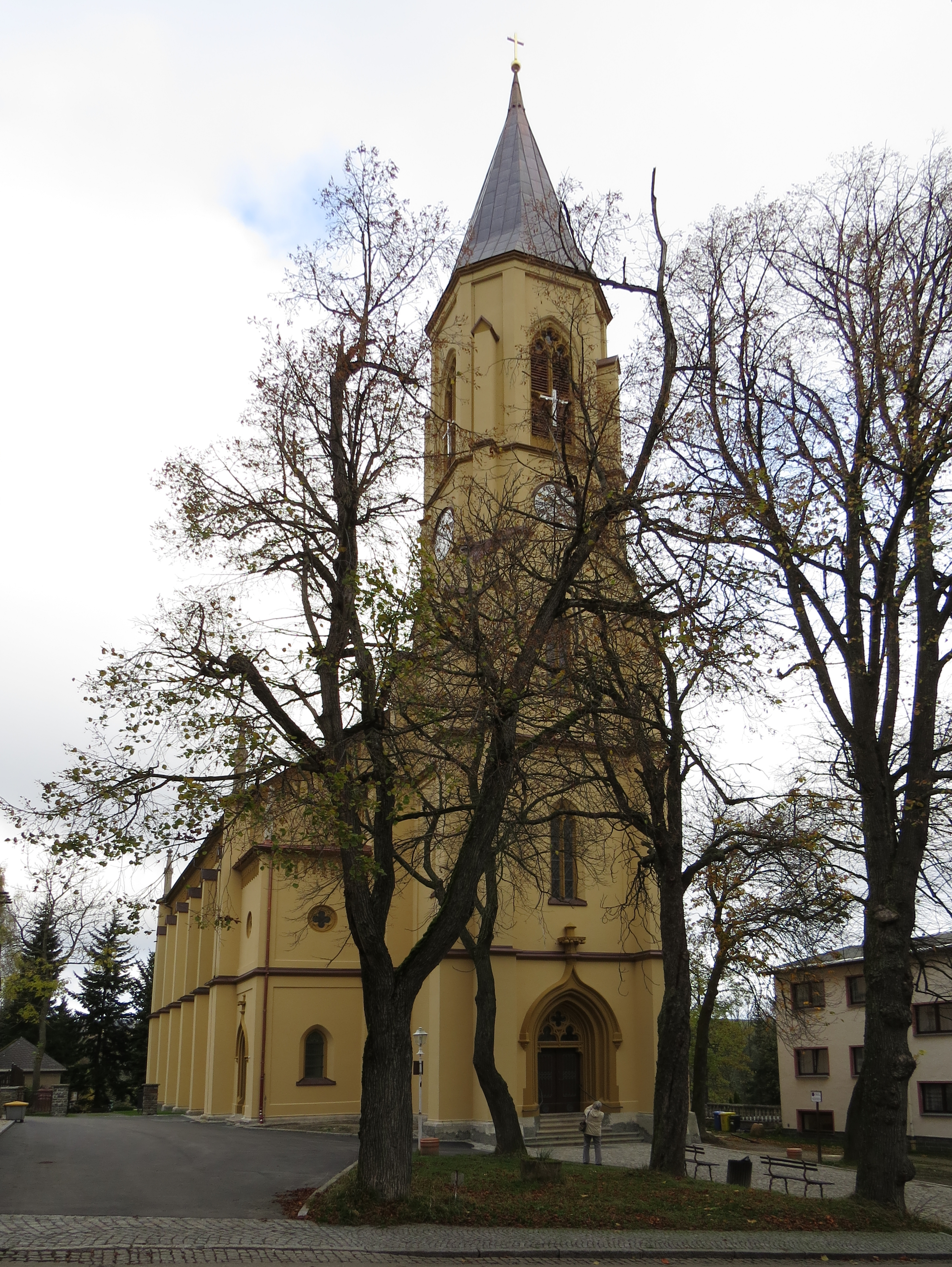
Martin-Luther-Kirche (2014)

### 16. bis 19. Jahrhundert
Der heutige Stadtteil Oberwiesenthal des Kurorts Oberwiesenthal wurde als Wyssenthal am 19. März 1527 von Herzog Georg von Sachsen für eine Zeit von sechs Jahren mit Bergfreiheiten ausgestattet, nachdem seit 1525 im oberen Zechengrund Silbererz gefunden wurde. Bedingung war, dass das geförderte Silber in die Annaberger Münze geliefert wird. Am 22. März 1527 statteten die Herren von Schönburg die Bergarbeitersiedlung mit weiteren Rechten aus. Die erteilten Bergfreiheiten wurden durch den jeweiligen Herzog/Kurfürst von Sachsen in regelmäßigen Abständen bis 1570 verlängert. Am 18. April 1570 bat die Gemeinde von Wiesenthal (arme gemeinde des Pergk Stedlins Neustadt Wiesenthal) Kurfürst August erneut um die Bergfreiheit und die Einrichtung eines freien Marktes. Das Recht auf einen freien Markt und ein eigenes Gericht, und damit Stadtrecht, erhielt die Gemeinde allerdings erst durch Herzog Christian von Sachsen am 25. Juli 1588. Hier wird neben der Neuen Bergkstadt Oberwiesenthal auch von der Gemeinde im Alten Undern Wiesenthal gesprochen. Das östlich der Neustadt Wiesenthal gelegene Altwiesenthal, heute Unterwiesenthal genannt, wurde bereits im Jahr 1406 als Wizinthal urkundlich erwähnt. Beide Orte wurden gemeinsam als Deutsch Wiesenthal bezeichnet, im Gegensatz zum jenseits des Pöhlbachs liegenden Böhmisch Wiesenthal. Um 1650 erlebten beide Orte einen Zuzug protestantischer Exulanten, die in Folge der Gegenreformation das Königreich Böhmen verlassen mussten und jenseits der Grenze eine neue Heimat fanden. Nördlich von Unterwiesenthal entstand 1657 durch Ansiedlung von Exulanten die Siedlung Hammerunterwiesenthal.
Ober- und Unterwiesenthal gehörten zu dieser Zeit zur oberen Grafschaft Hartenstein, die seit 1416 Teil der Schönburgischen Herrschaften war und seit der Leipziger Teilung 1485 zur albertinischen Linie der Wettiner gehörte. Aus dieser herrschaftlichen Zugehörigkeit rührt der rot-silberne Schild der Herren von Schönburg im Wappen von Oberwiesenthal. Im Jahr 1539/40 wurde in der Grafschaft Hartenstein und somit auch in der Alt- und Neustadt Wiesenthal die Reformation eingeführt. Durch den Verkauf des oberen Teils der Grafschaft Hartenstein an die Wettiner wurden die Alt- und Neustadt Wiesenthal am 2. Mai 1559 dem neu gegründeten kursächsischen Amt Crottendorf angegliedert. Dieses stand von Anfang an administrativ in engem Zusammenhang mit dem benachbarten Kreisamt Schwarzenberg, mit dem es im Jahr 1670 schließlich vereinigt wurde. Im Jahre 1832 erfolgte eine Neuorganisation des Kreisamtes Schwarzenberg. Aus dem südöstlichen Teil des Amtes um Oberwiesenthal und angrenzenden Orten wurde ein Justiz- und ein Rentamt in Oberwiesenthal unter dem Namen Amt Wiesenthal bzw. Gericht Wiesenthal gebildet.
Das erste gemeinsame Gotteshaus für Ober- und Unterwiesenthal wurde im 16. Jahrhundert genau auf der Gemarkungsgrenze der beiden Orte errichtet. Die vorher existierende Kapelle in Altwiesenthal in der Nähe des im 19. Jahrhundert angelegten Bahnübergangs wurde dadurch überflüssig und abgerissen. Zwischen 1665 und 1669 entstand anstelle dieser Fachwerkkirche eine steinerne Stadtkirche an gleicher Stelle. Nach der Zerstörung durch den Stadtbrand des Jahres 1862 entstand auf dem Areal die heutige, seit 1927 so genannte Martin-Luther-Kirche, zu der Ober- und Unterwiesenthal, Tellerhäuser und die Filialkirche in Hammerunterwiesenthal gehören.
Der Bergbau kam im 19. Jahrhundert zum Erliegen. An seine Stelle trat nach dem Übergang ins 20. Jahrhundert zunehmend der Tourismus. Der Erschließung der Fichtelbergregion diente auch die am 19. Juli 1897 eröffnete Schmalspurbahn Cranzahl–Kurort Oberwiesenthal, die in Cranzahl Anschluss an die normalspurige Bahnstrecke Weipert–Annaberg hat und heute unter dem Namen „Fichtelbergbahn“ betrieben wird. Ebenso erhöhten sich auf dem Fichtelberg mit der Eröffnung des ersten Fichtelberghauses im Jahr 1888 und der Fichtelberg-Schwebebahn im Jahr 1924 die Besucherzahlen. In einem ehemaligen Hotel, später als Sporthotel bekannt geworden, wurde 1937 das Haus Artistik, für ältere Artisten, eröffnet.
Seit 1856 war Oberwiesenthal Sitz des Gerichtsamts Oberwiesenthal, dessen Verwaltungsbezirk im Jahr 1875 der Amtshauptmannschaft Annaberg angegliedert wurde.

### 20. Jahrhundert bis zur Gegenwart
Bereits im Jahr 1902 erfolgten erste erfolglose Gespräche der Amtshauptmannschaft Annaberg mit den Bürgermeistern von Ober- und Unterwiesenthal über die Vereinigung der beiden Städte. Am 1. September 1921 wurde nach jahrelangen Verhandlungen der freiwillige Zusammenschluss von Ober- und Unterwiesenthal zur Stadt „Oberwiesenthal“ vollzogen. Die neue Kommune erhielt ein neues Wappen, das aus Teilen der beiden Stadtwappen der nunmehrigen Stadtteile kombiniert wurde. Im Jahr 1935 verlieh man der Stadt Oberwiesenthal die Bezeichnung „Kurort Oberwiesenthal“. Im Jahr 1938 wurde die Große Fichtelbergschanze eröffnet.
Nach dem Zweiten Weltkrieg unternahm die Besatzungsmacht Sowjetunion im Zechengrund – seit den 1990er Jahren Naturschutzgebiet – Versuche, Uranerz für die Atomrüstung zu finden. Die Spuren sind noch immer sichtbar. In der Zeit nach 1950 entwickelte sich Oberwiesenthal als Austragungsort verschiedener Wettkämpfe und den Bau von Wintersportanlagen zu einem Zentrum des Wintersports. Nachdem das Fichtelberghaus im Jahr 1963 durch einen Großbrand vernichtet worden war, entstand 1967 auf dem Gipfel ein modernes Gebäude mit einem 42 Meter hohen Aussichtsturm. 1981 erfolgte die Übergabe des Wohngebiets am Sparingberg, das mit Plattenbauten bebaut worden war.
Durch die zweite Kreisreform in der DDR kam Kurort Oberwiesenthal im Jahr 1952 zum Kreis Annaberg im Bezirk Chemnitz (1953 in Bezirk Karl-Marx-Stadt umbenannt), der ab 1990 als sächsischer Landkreis Annaberg fortgeführt wurde und 2008 im Erzgebirgskreis aufging. Am 1. Januar 1997 wurde Hammerunterwiesenthal ein Ortsteil der Stadt Kurort Oberwiesenthal. Dessen Ortsteil Niederschlag wurde im gleichen Zug nach Bärenstein umgegliedert.
1997 erfolgten der Umbau des 1967 erbauten Fichtelberghauses und die Sprengung des Aussichtsturms. Zwei Jahre später wurde auf dem Areal das heutige Fichtelberghaus in Anlehnung an das ursprüngliche Gebäudes und der neue, 31 Meter hohe Aussichtsturm eröffnet. 2006 war Oberwiesenthal als staatlich anerkannter Erholungsort ausgewiesen, der Titel „Staatlich anerkannter Luftkurort“ wurde der Stadt am 12. Dezember 2012 verliehen.
Mit dem Anstieg der Rohstoffpreise wurde eine Gewinnung der Rohstoffe in der in Hammerunterwiesenthal an der Ortsgrenze zu Niederschlag befindlichen Lagerstätte auf Fluss- und Schwerspat wirtschaftlich interessant. Am 4. März 2008 erteilte das Sächsische Oberbergamt eine Bewilligung gemäß § 8 Bundesberggesetz (BBergG) auf die Gewinnung von Fluss- und Schwerspat an die „Erzgebirgische Fluss- und Schwerspatwerke GmbH“. Am 8. November 2013 wurde die Grube Niederschlag nach zweiwöchigem Probebetrieb offiziell eröffnet. Seit 2015 läuft das Bergwerk im Regelbetrieb.

### Wappen

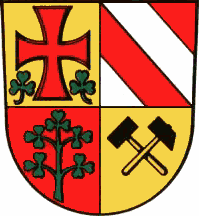
Heutiges Wappen

Das ursprüngliche Wappen der Neustadt Wiesenthal, dem späteren Oberwiesenthal, zeigt den rot-silbernen Schild der Herren von Schönburg, der von zwei Bergleuten in weißer Knappentracht gehalten wird. Darunter ist das „Gezähe“ der Bergleute zu sehen. Überspannt ist alles von einem Regenbogen mit Gottvater auf der Erdkugel.
Nach der freiwilligen Vereinigung der Städte Ober- und Unterwiesenthal am 1. September 1921 erhielt die nun „Oberwiesenthal“ genannte Stadt ein neues Wappen, das eine Kombination der beiden bisherigen Wappen der Stadtteile ist. Die beiden linken Teile, welche u. a. ein Kreuz mit flankierenden Kleeblättern beinhalten, wurden aus dem Unterwiesenthaler Gerichtssiegel übernommen. Die rechte Seite mit dem rot-silbernen Schild der Schönburger und dem Gezähe der Bergleute stammt aus dem früheren Oberwiesenthaler Stadtwappen.

### Einwohnerentwicklung
| Jahr | Einwohnerzahl       |
| ---- | ------------------- |
| 1559 | 0095 besessene Mann |
| 1748 | 0190 besessene Mann |
| 1834 | 1.278               |
| 1871 | 1.980               |
| 1890 | 1.967               |
| 1910 | 1.729               |

| Jahr | Einwohnerzahl |
| ---- | ------------- |
| 1925 | 2.425         |
| 1939 | 2.446         |
| 1946 | 2.946         |
| 1950 | 4.603         |
| 1964 | 2.553         |
| 1971 | 2.611         |

| Jahr | Einwohnerzahl |
| ---- | ------------- |
| 1990 | 3.920         |
| 1998 | 3.381         |
| 1999 | 3.273         |
| 2000 | 3.163         |
| 2001 | 3.069         |
| 2002 | 3.015         |

| Jahr | Einwohnerzahl |
| ---- | ------------- |
| 2003 | 2.925         |
| 2004 | 2.828         |
| 2005 | 2.735         |
| 2006 | 2.675         |
| 2007 | 2.592         |
| 2009 | 2.501         |

| Jahr | Einwohnerzahl |
| ---- | ------------- |
| 2010 | 2.461         |
| 2011 | 2.322         |

## Politik
- EINZ: 8
- CDU: 6

### Stadtrat
Seit der Stadtratswahl am 9. Juni 2024 verteilen sich die 14 Sitze des Stadtrates folgendermaßen auf die einzelnen Gruppierungen:
- Bürgerbündnis für Wiesenthal EINZ: 8 Sitze
- CDU: 6 Sitze

| Liste                             | 2024   | 2024   | 2019   | 2019   | 2014   | 2014   |
| Liste                             | Sitze  | in %   | Sitze  | in %   | Sitze  | in %   |
| --------------------------------- | ------ | ------ | ------ | ------ | ------ | ------ |
| Bürgerbündnis für Wiesenthal EINZ | 8      | 51,3   | 6      | 40,7   | –      | –      |
| CDU                               | 6      | 48,7   | 5      | 35,5   | 6      | 41,7   |
| FDP                               | –      | –      | 3      | 23,8   | 5      | 31,4   |
| BfW                               | –      | –      | –      | –      | 2      | 15,7   |
| Die Alternative – FWO             | –      | –      | –      | –      | 1      | 11,1   |
| Wahlbeteiligung                   | 70,2 % | 70,2 % | 71,5 % | 71,5 % | 63,2 % | 63,2 % |

### Bürgermeister
- 1990–1994: Udo Kaden (CDU-Mandat)
- 1994–1995: Lutz Heinrich (Alternative Wählervereinigung)
- 1995–2007: Heinz-Michael Kirsten (CDU)
- 2007–2021: Mirko Ernst (FDP)
- ab 2021 Jens Benedict

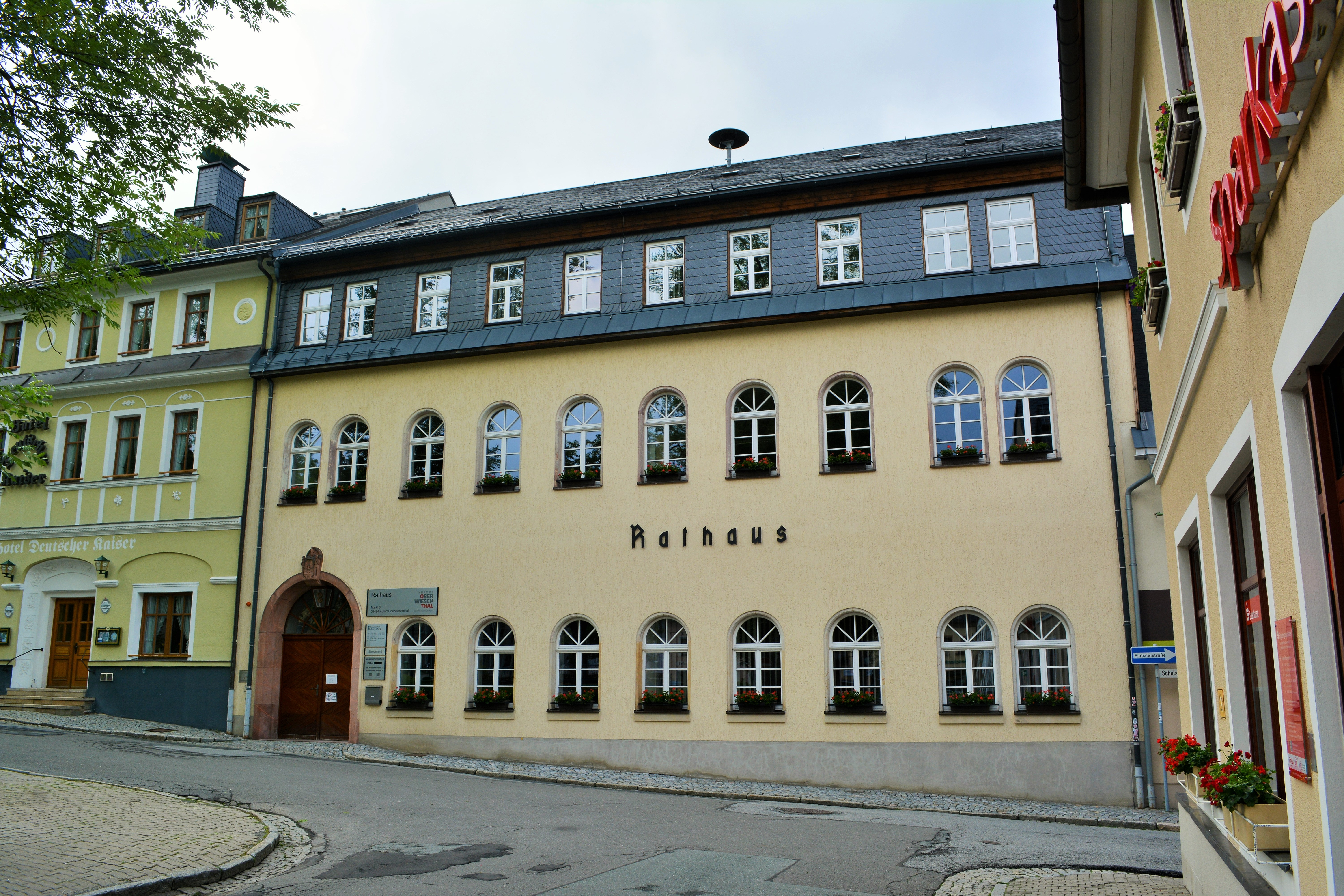
Rathaus der Stadt

Kirstens Wiederwahl 2002 wurde wegen rechtswidriger Wahlbeeinflussung annulliert, bestätigt 2007 vom Bundesverwaltungsgericht. Die vorgezogene Neuwahl gewann der parteilose Mirko Ernst (jetzt FDP), der die Amtsgeschäfte kommissarisch geführt hatte. 2014 wurde Ernst wiedergewählt.
Aktuell ist Jens Benedict Bürgermeister.
| Wahl | Bürgermeister         | Vorschlag | Wahlergebnis (in %) |
| ---- | --------------------- | --------- | ------------------- |
| 2021 | Jens Benedict         | EINZ      | 55,6                |
| 2014 | Mirko Ernst           | FDP       | 58,7                |
| 2007 | Mirko Ernst           | FDP       | 57,1                |
| 2002 | Heinz-Michael Kirsten | CDU       | 55,4                |

### Städtepartnerschaften
- Fichtelberg, Städtefreundschaft seit 3. Oktober 1990
- Lauf an der Pegnitz, Städtefreundschaft seit 3. Oktober 1990
- Schonach im Schwarzwald, Städtefreundschaft seit 3. Oktober 1990
- Hakuba (Japan), Partnerstadt seit 18. August 2002

## Kultur und Sehenswürdigkeiten
- siehe auch: Liste der Kulturdenkmale in Oberwiesenthal

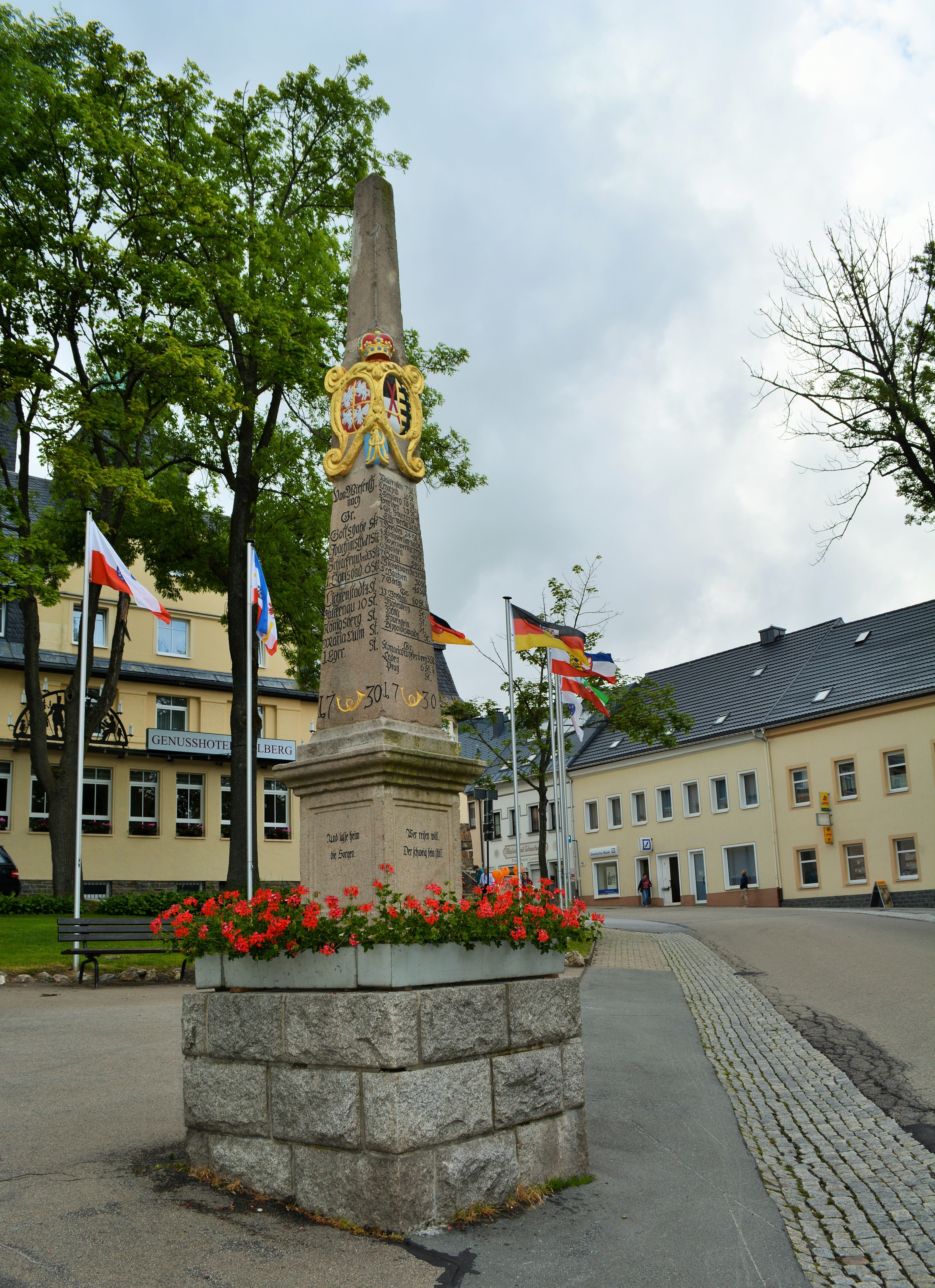
Kursächsische Postmeilensäule

### Naturschutz
- Siehe auch: Liste der Naturdenkmale in Oberwiesenthal

### Sport
- Im 21. Jahrhundert ist der bedeutendste Sportverein in der Stadt der WSC Erzgebirge Oberwiesenthal.
- Leistungszentrum in der DDR-Zeit: SC Traktor Oberwiesenthal
- Sportfördergruppe der Bundeswehr
- Die Anlage der Fichtelbergschanzen mit sechs Skisprungschanzen ist Teil des Olympiastützpunktes Chemnitz/Dresden, Außenstelle Oberwiesenthal.
- Kammweg Erzgebirge–Vogtland
- Stoneman Miriquidi, die anspruchsvollste Mountainbikestrecke im Erzgebirge[28][29]

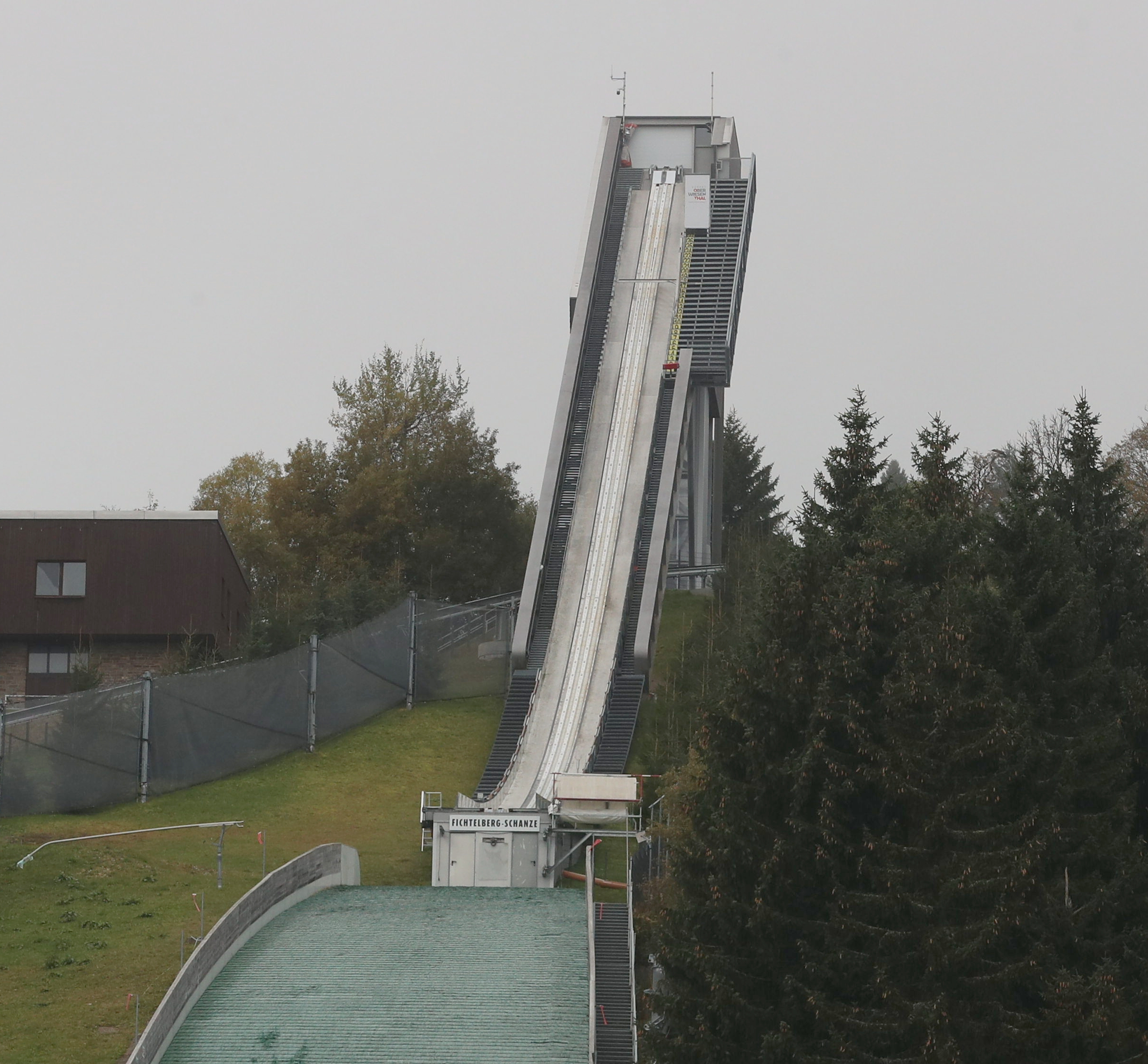
große Fichtelbergschanze (K95)
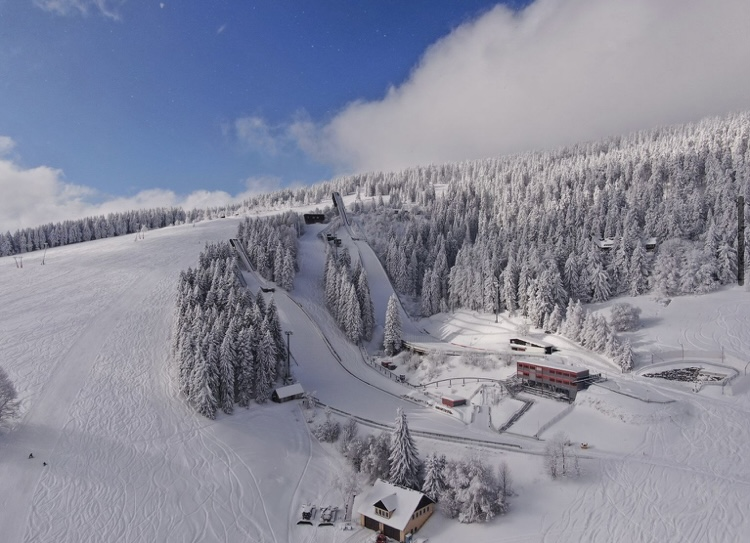
Panorama der Fichtelbergschanzen
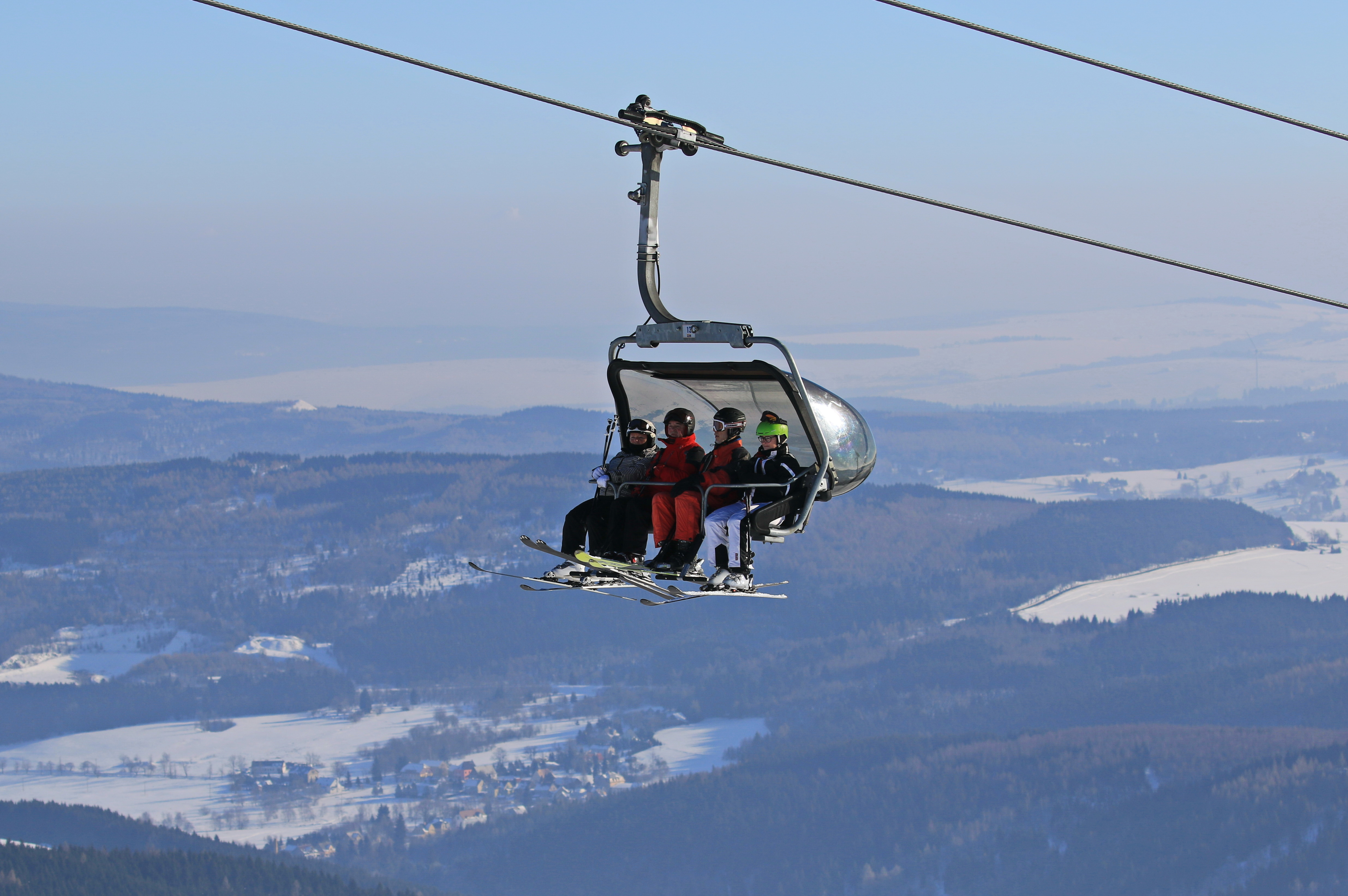
Sessellift für Skifahrer am Fichtelberg
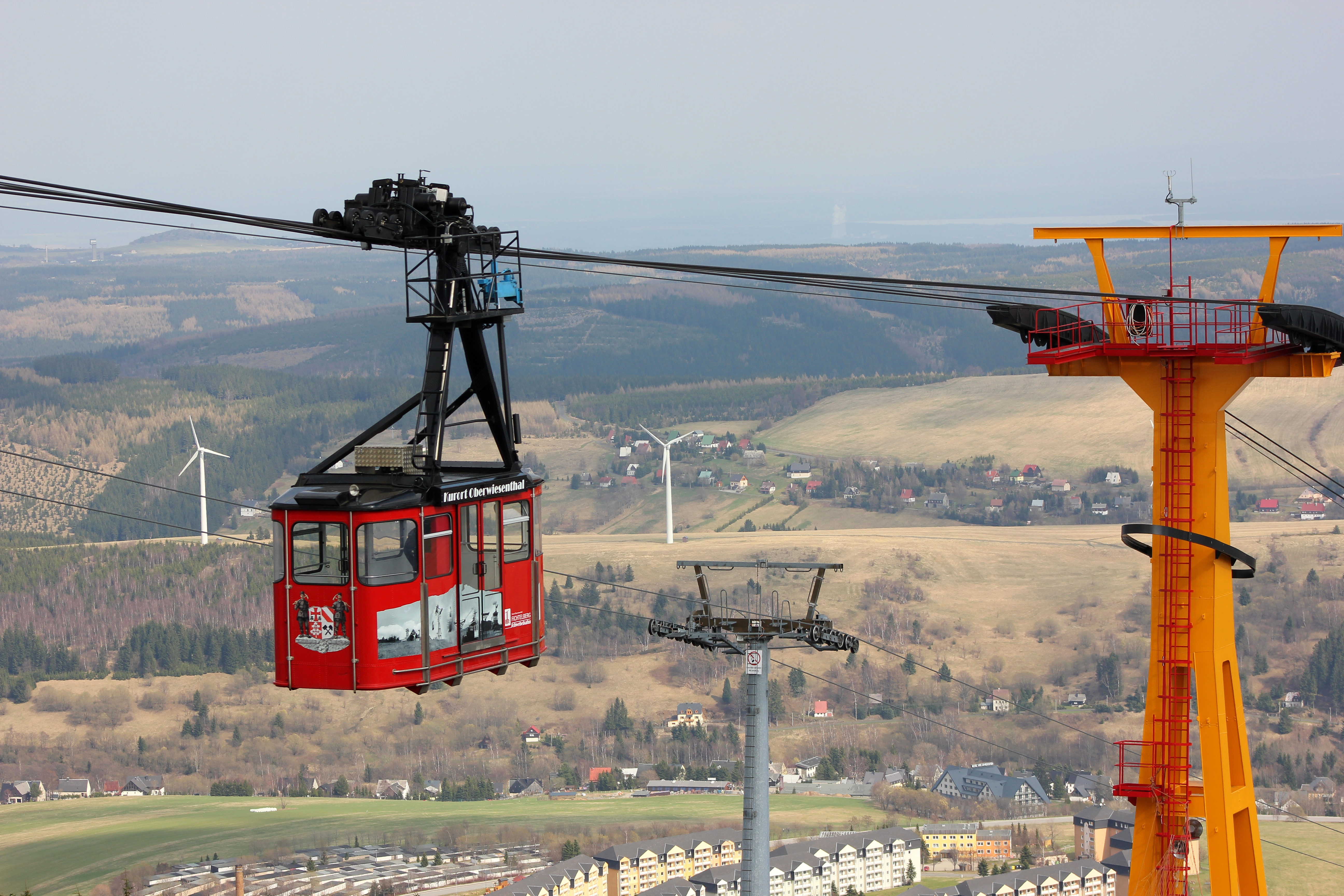
Kabinen-Schwebebahn am Fichtelberg
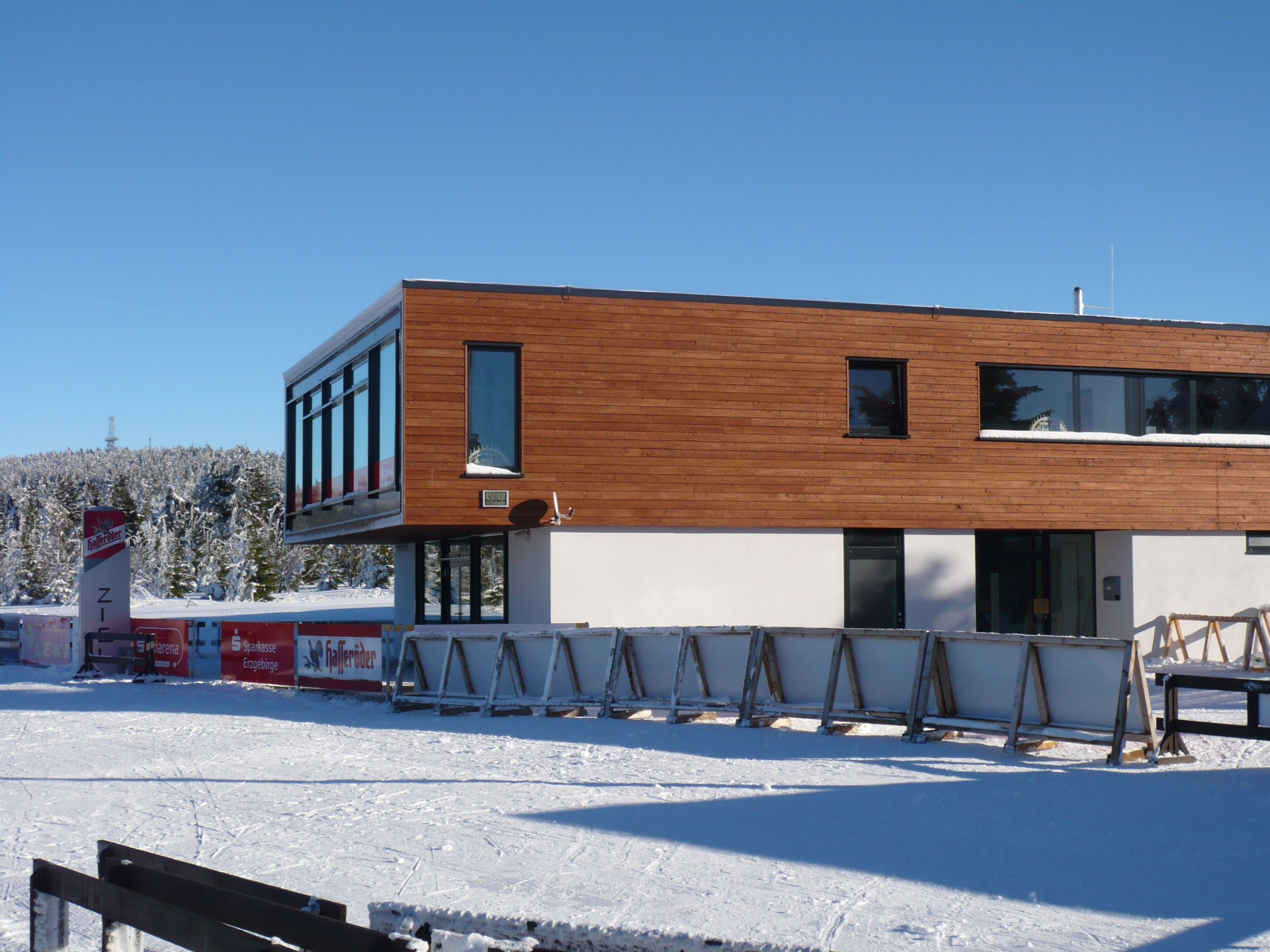
Skilanglauf-Stadion „Sparkassen-Skiarena“

### Museen

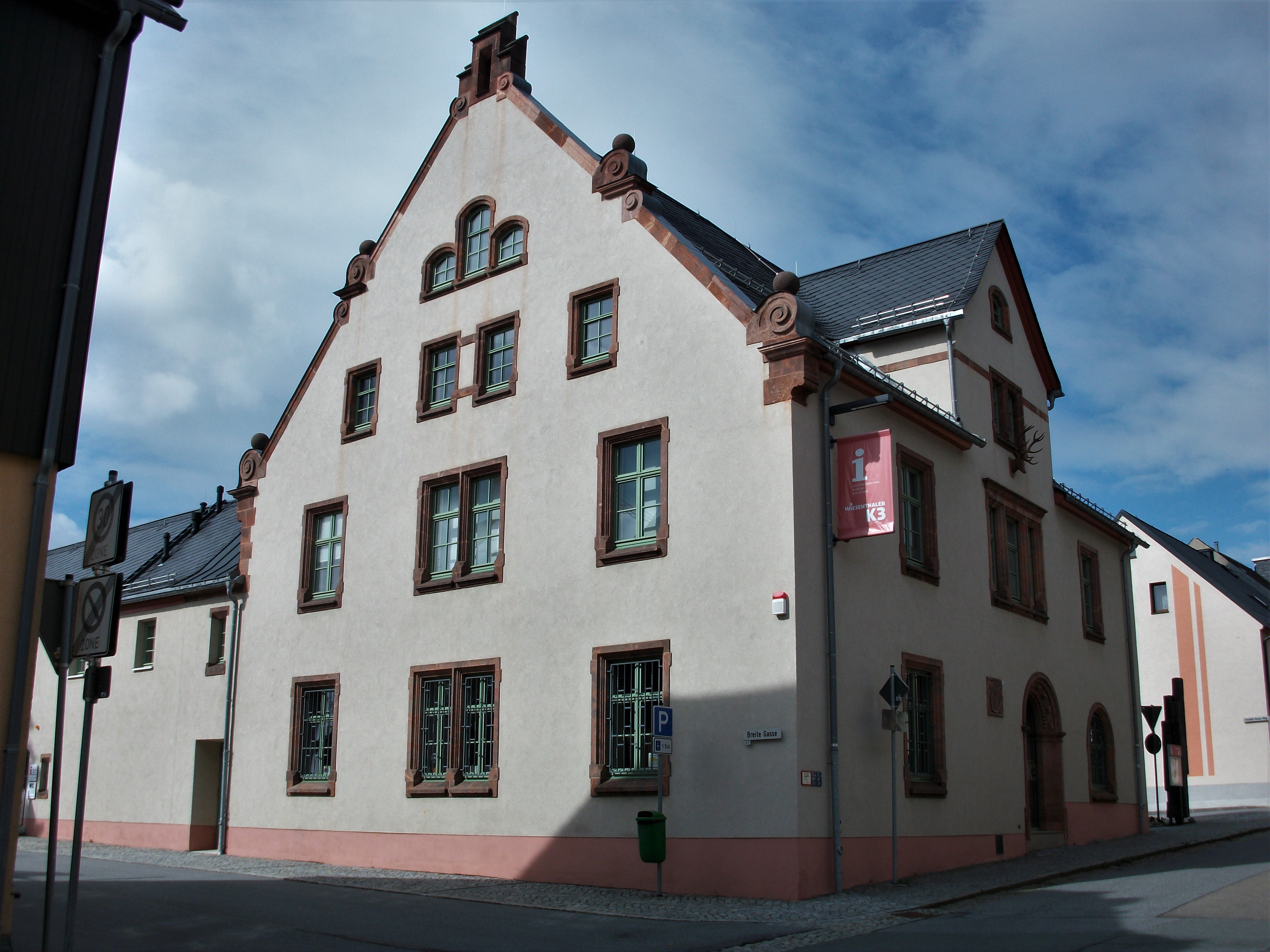
Stadtmuseum

- Wiesenthaler K3 (Stadt-/Heimatmuseum mit Wintersportmuseum im ehemals königlich-sächsischen Forstamt), Karlsbader Straße 3: Das Gebäude entstand als Teil des europäischen Projektes zur „Intensivierung der grenzüberschreitenden touristischen Zusammenarbeit zwischen der Stadt Kurort Oberwiesenthal und der Stadt Ostrov“.
- Meeresaquarium am Fichtelberg[30]

### Bauwerke und Wege
- Stahlgerüst-Viadukt Hüttenbachtal (Schmalspur-Eisenbahnviadukt 18 m hoch, 100 m lang)
- Martin-Luther-Kirche mit Hertelt-Krippe
- Kursächsische Distanzsäule Oberwiesenthal (Postmeilensäule von 1730 auf dem Marktplatz) und Ganzmeilensäule von 1723 am Wanderweg zum Neuen Haus im Zechengrund
- Königlich-sächsischer Stationsstein (nach 1858) vom Markt am Grenzübergang Neues Haus (B 95) und Ganzmeilenstein von der S 266 aus dem Ortsteil Hammerunterwiesenthal (z. Zt. in Annaberg-Buchholz).
- Neues Haus (Berghotel) und naher Dreiherrenstein (Grenzstein)
- neues Fichtelberghaus (1997–1999 erbautes Berghotel mit Gaststätte und 31 m hohem Aussichtsturm), Wetterwarte und umgesetzte Triangulationssäule (1864) auf dem Gipfel des Fichtelbergs
- Empfangsgebäude des Bahnhofes Oberwiesenthal und Bahnhof in Hammerunterwiesenthal (1897)
- Grenzüberschreitender Anton-Günther-Weg (mit Anton-Günther-Gedenkstein in Oberwiesenthal)
- Kammweg Erzgebirge-Vogtland
- „Erlebnispfad Bimmelbahn“ (u. a. in Unterwiesenthal), parallel zur aktiven Dampflok-Schmalspur-Bahnlinie

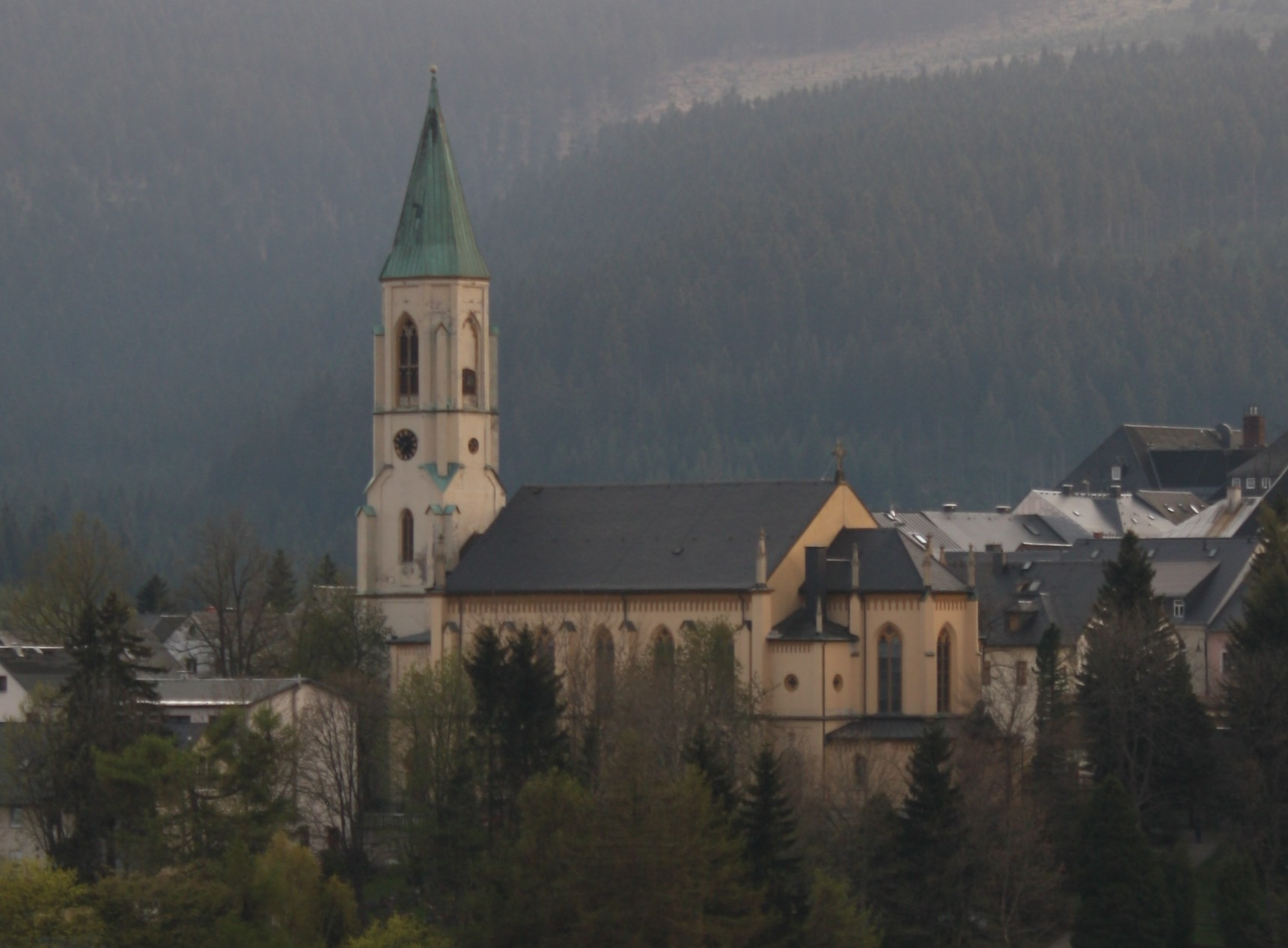
Neogotische Martin-Luther-Kirche (1863–1866)
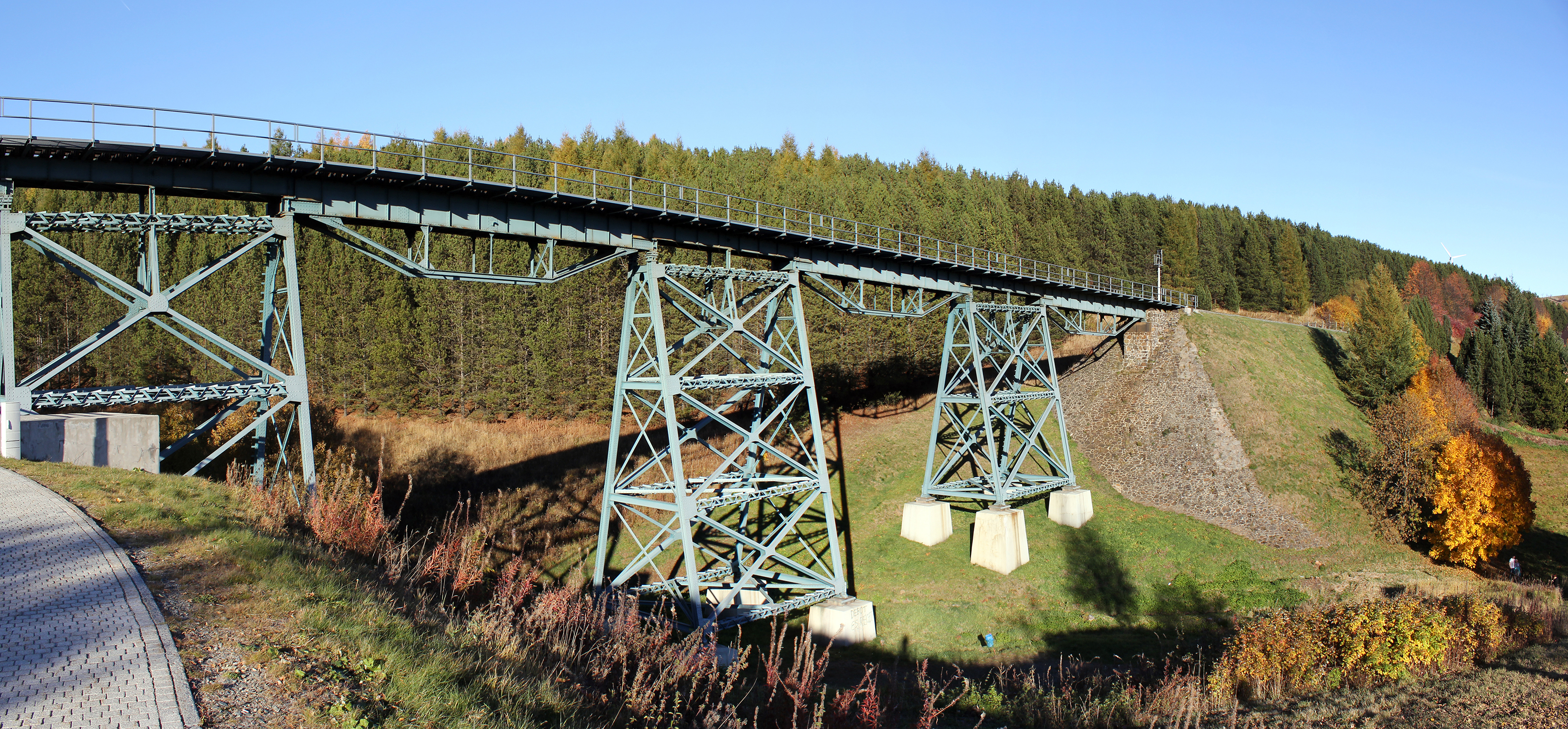
Hüttenbach-Viadukt (1897)
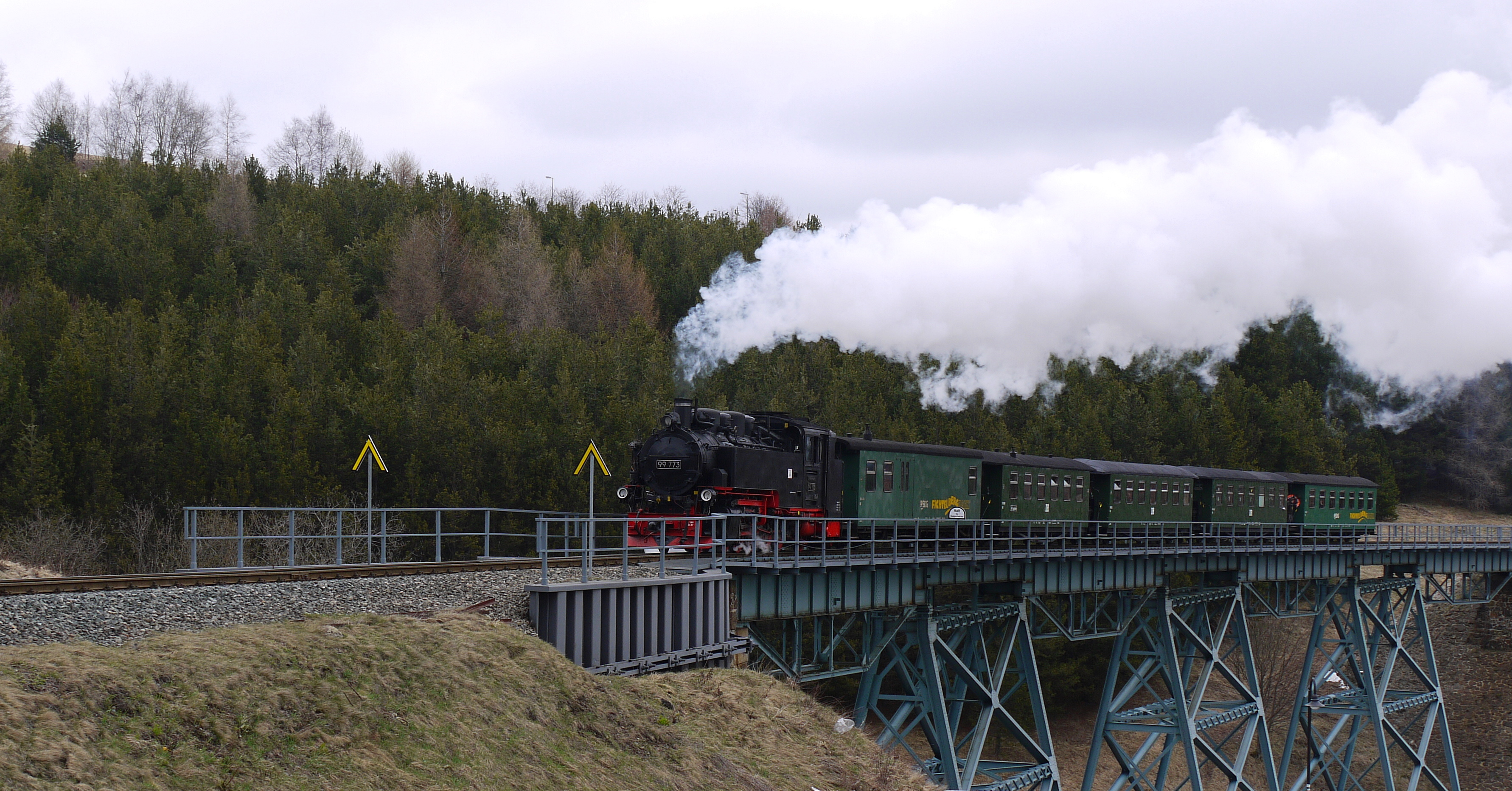
Viadukt mit Schmalspurbahn
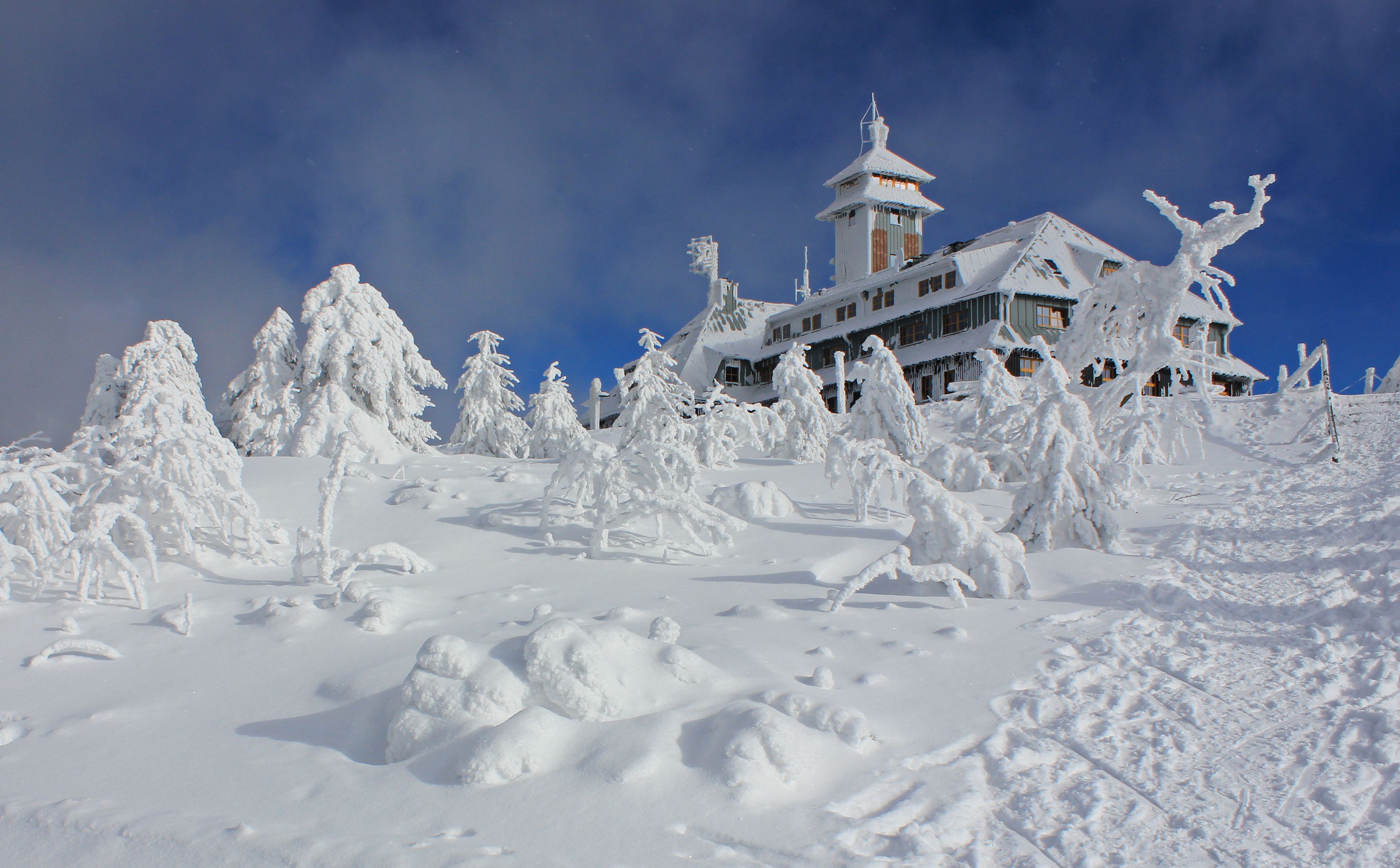
Fichtelberghaus
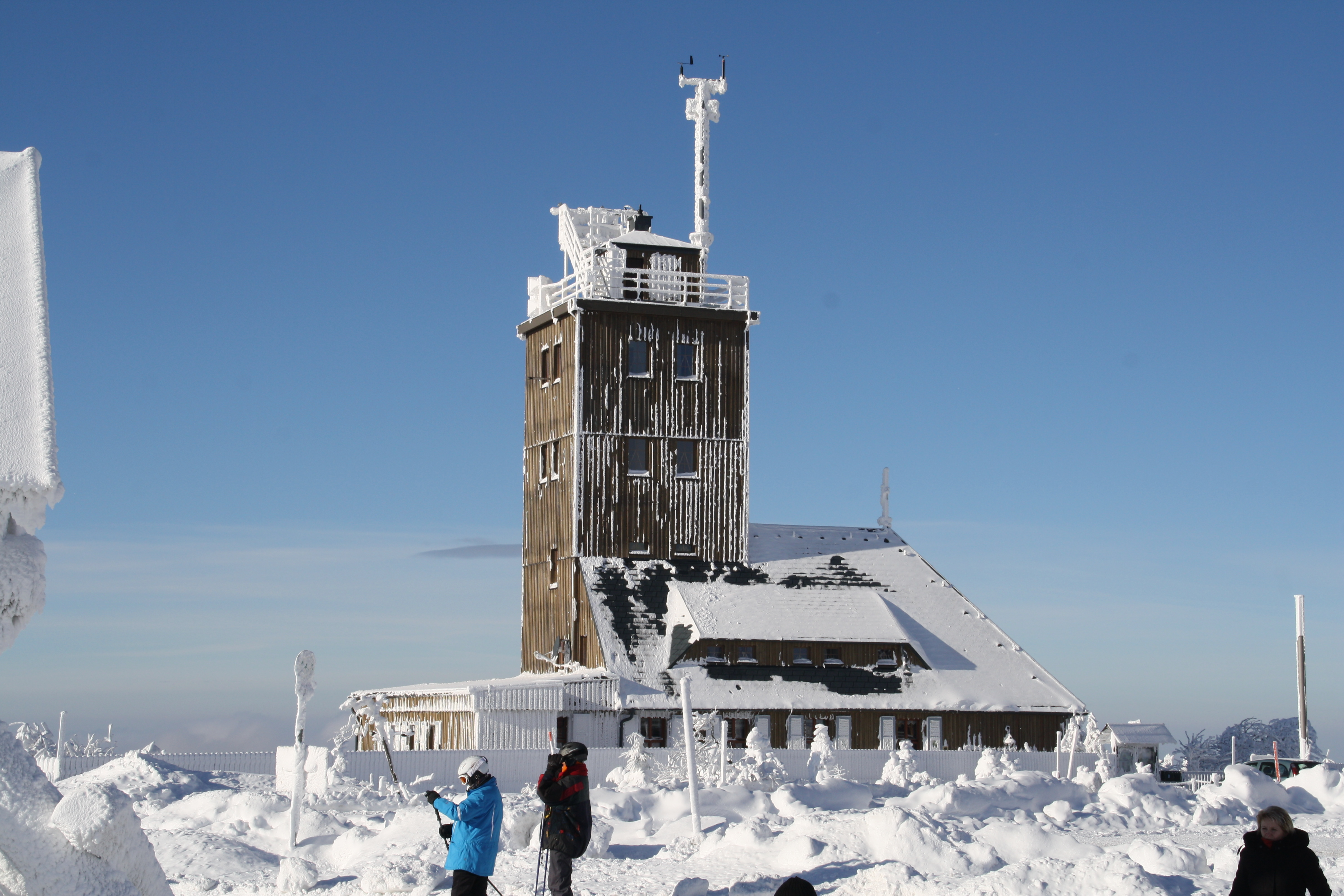
Wetterwarte auf dem Fichtelberg (1914–1916)
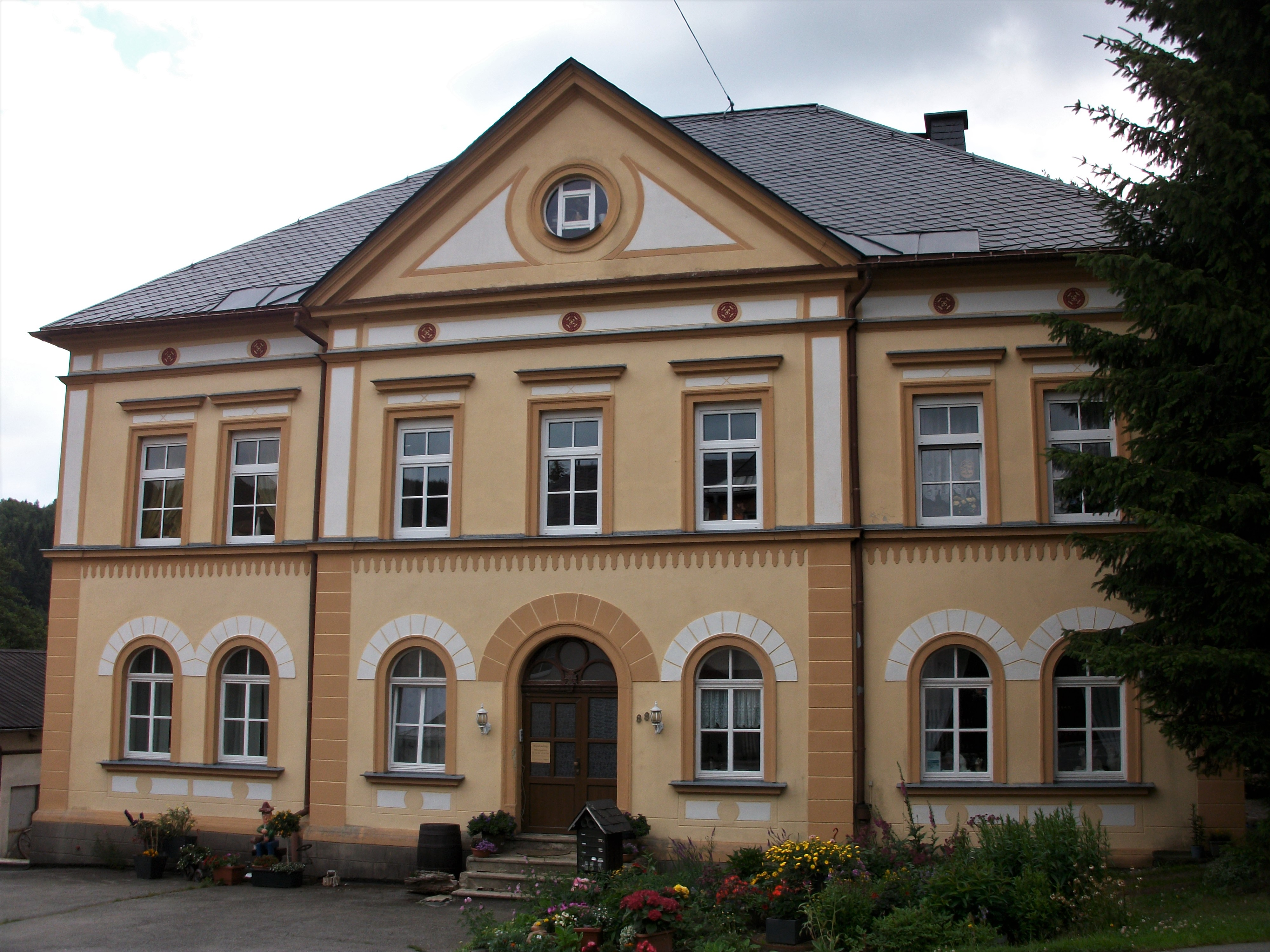
Neoklassizistisches Hammerherrenhaus des Roten Hammers in Unterwiesenthal, um 1870
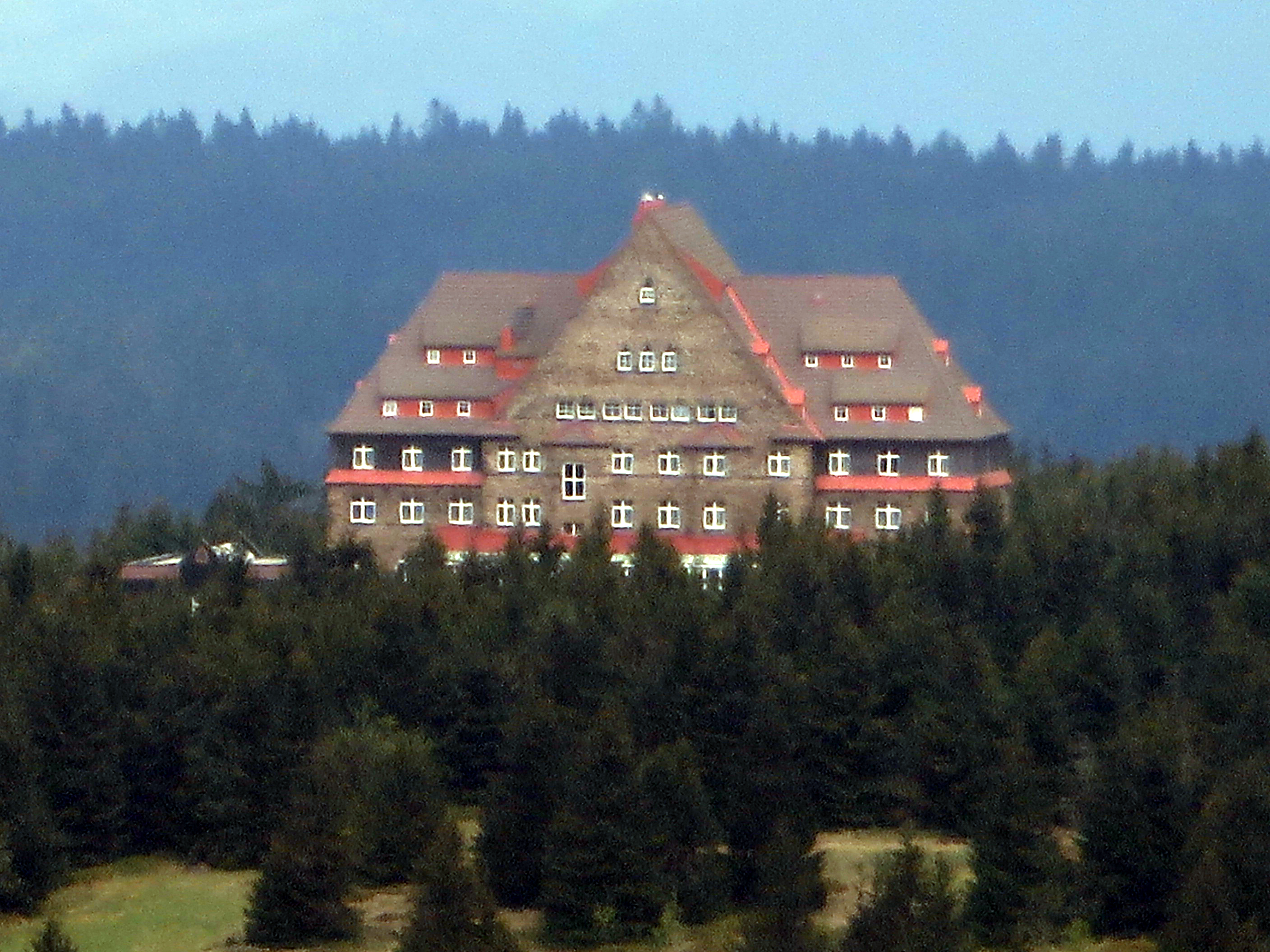
Sachsenbaude (Hotel), ehem. Sanatorium, um 1925 erbaut im Heimatschutzstil
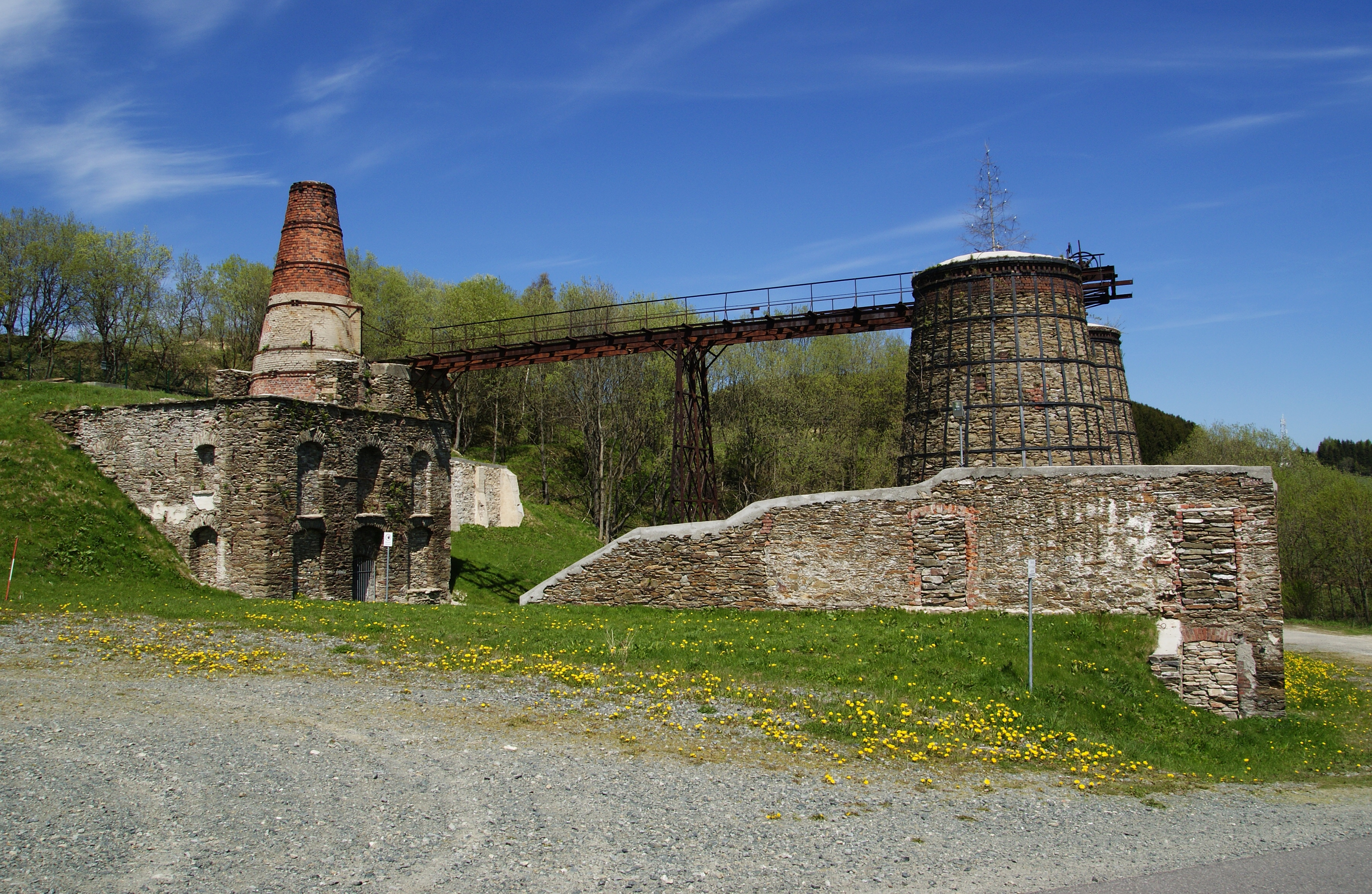
Kalkbrennöfen in Hammerunterwiesenthal (1870–1910)
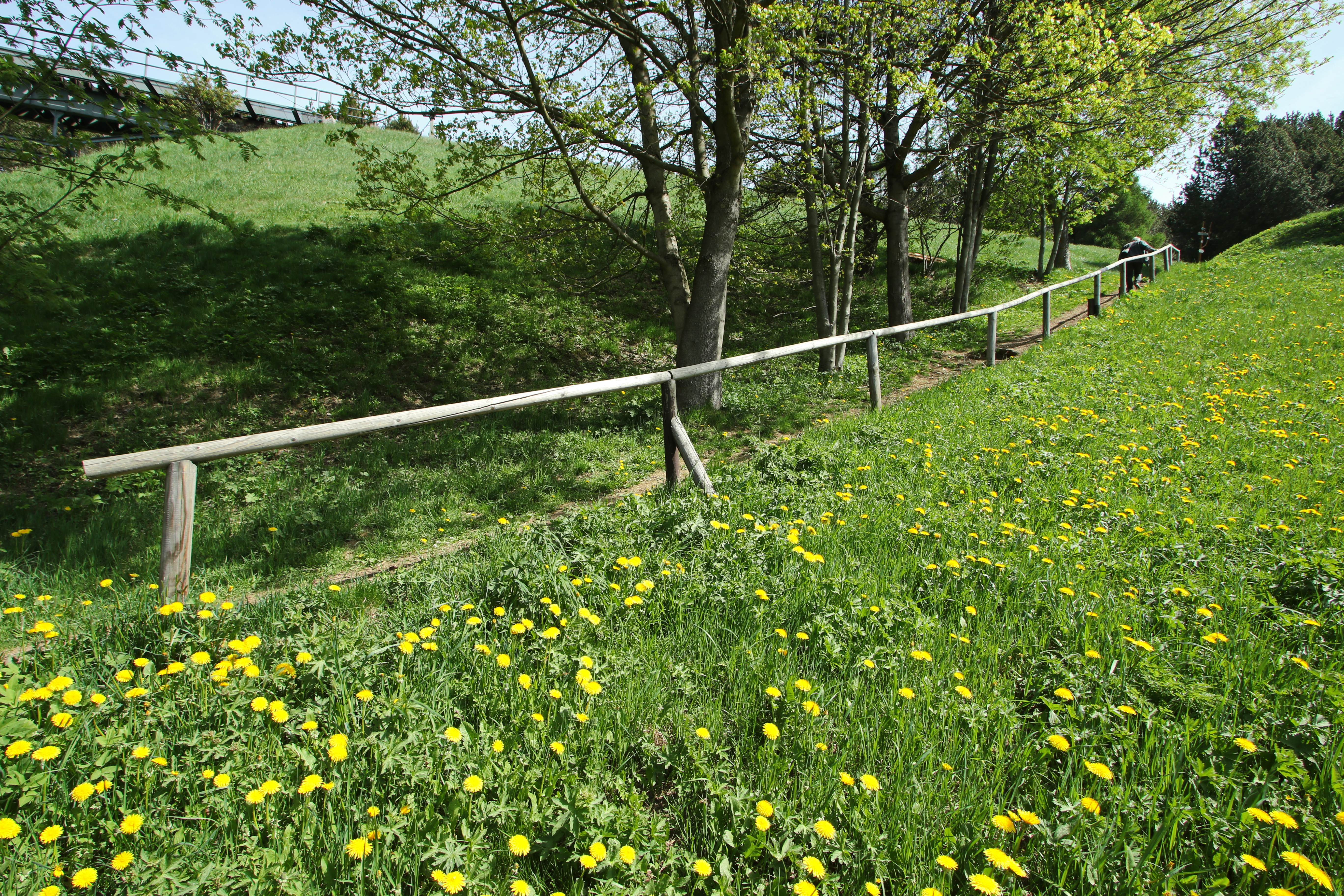
Wanderweg im „Naturpark Erzgebirge-Vogtland“ bei Oberwiesenthal
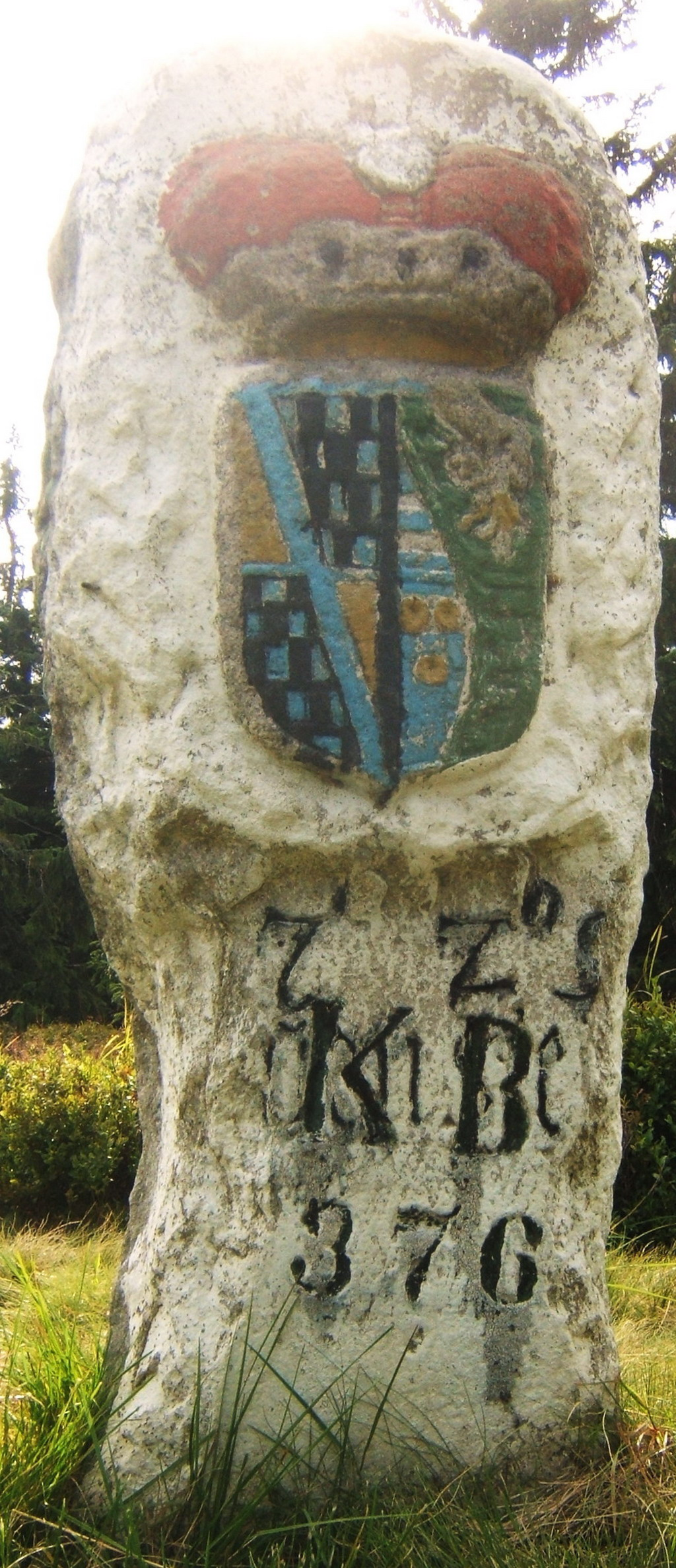
Dreiherrenstein, Grenzstein von 1677/1729

### Historische Fahrzeuge
- Fichtelbergbahn, regulär verkehrende Schmalspur-Dampfeisenbahn
- Fichtelberg-Seilbahn, älteste Luftseilbahn Deutschlands (Kabinen-Seilbahn)
- Historische Oberwiesenthaler Postkutsche, Nachbau von 1939

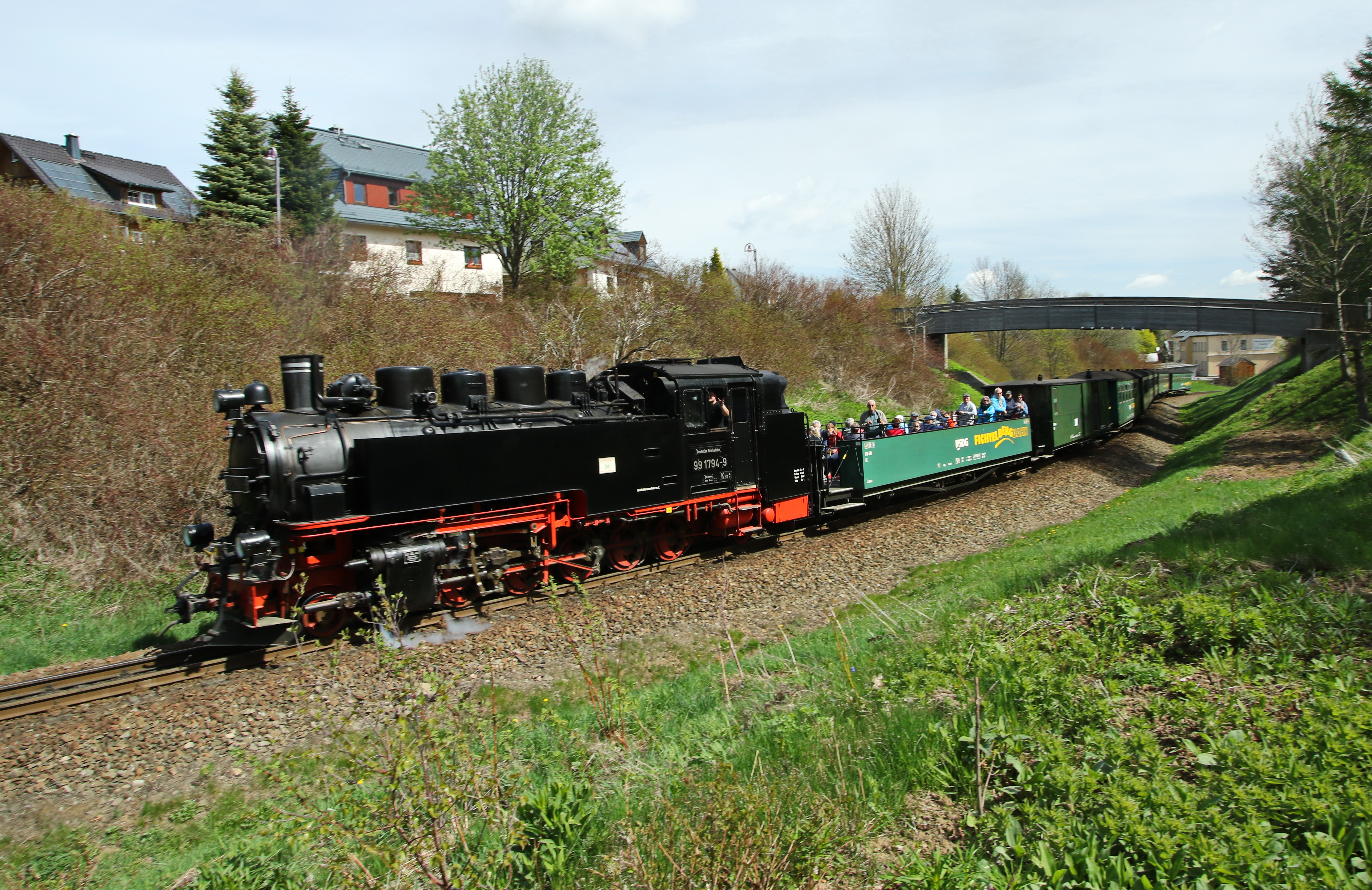
Touristische Sonderzugfahrt der Schmalspurbahn
- Sonderfahrt (bei Unterwiesenthal)
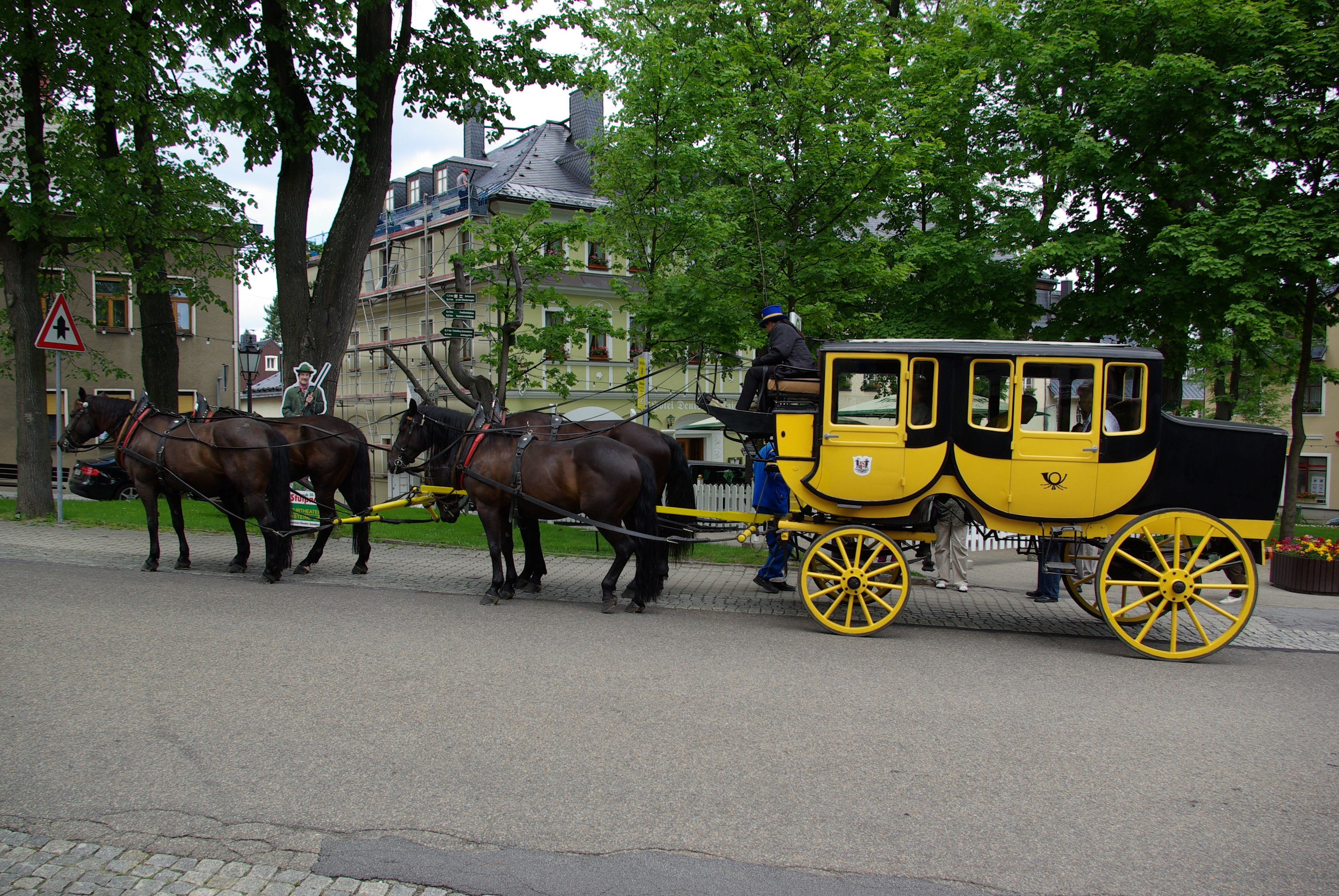
Oberwiesenthaler Postkutsche

## Infrastruktur

### Straßenverkehr
Oberwiesenthal ist über die Bundesstraße 95 nach Annaberg-Buchholz und weiter nach Chemnitz an die dort verlaufenden Bundesautobahnen Bundesautobahn 4 und Bundesautobahn 72 angebunden.
Zum benachbarten Tschechien besteht ein Straßengrenzübergang, an welchem die Silnice 25 über Jáchymov nach Ostrov beginnt. Von dort erreicht man über die abschnittsweise mehrspurig ausgebaute Silnice 13/Europastraße 442 den traditionsreichen Kurort Karlsbad.

### Bahnverkehr

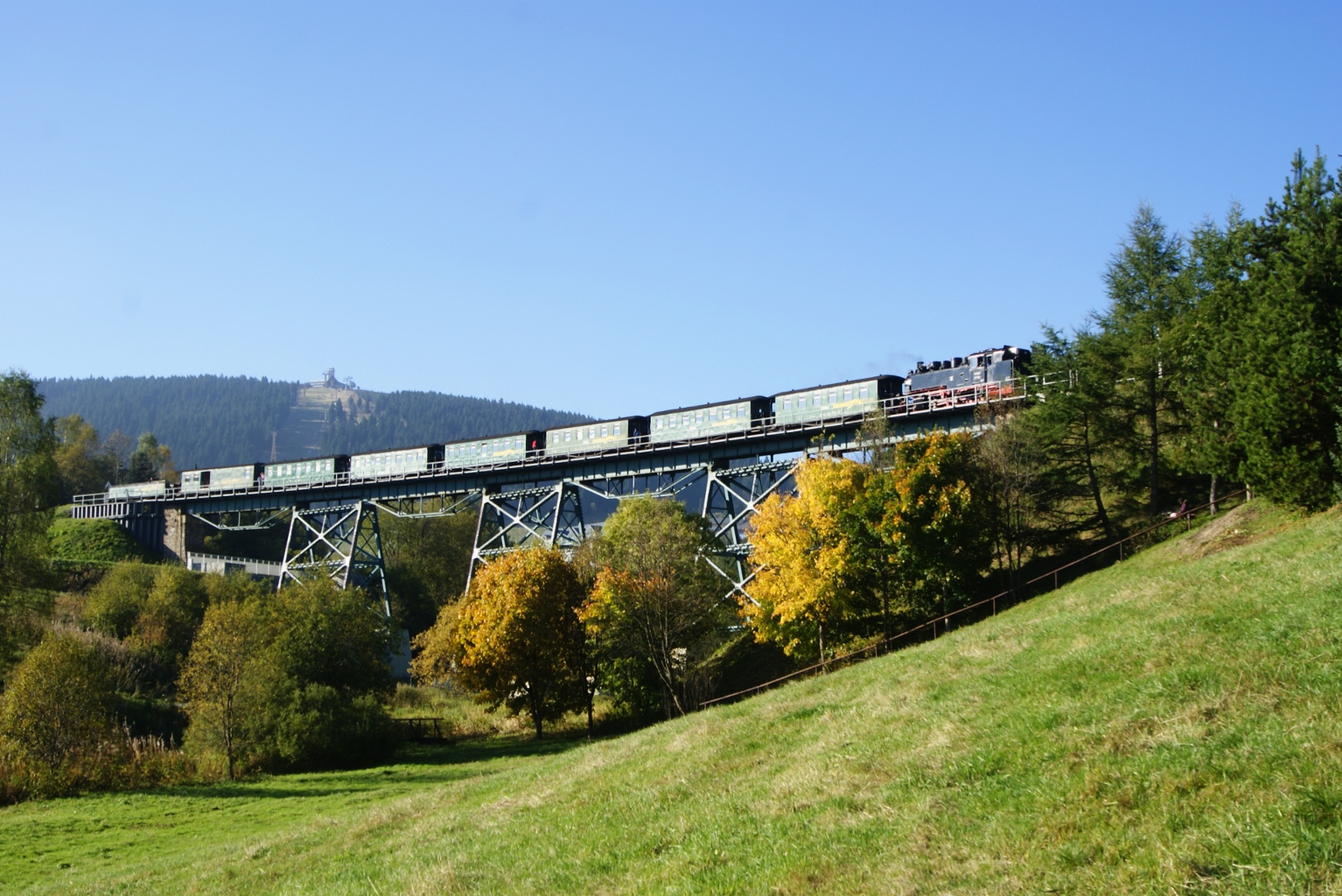
Seit 1897 kann Deutschlands höchstgelegene Stadt mit der dampfbetriebenen Fichtelbergbahn erreicht werden.

Seit 1897 besteht ein Bahnanschluss an der dampfbetriebenen Schmalspurbahn Cranzahl–Kurort Oberwiesenthal (bekannt unter der Marketingbezeichnung Fichtelbergbahn).
Die Strecke wird fahrplanmäßig und seit 2007 von der Sächsischen Dampfeisenbahngesellschaft betrieben. Die Züge bedienen im Stadtgebiet die Stationen Niederschlag, Hammerunterwiesenthal, Unter- sowie Oberwiesenthal. Am nördlichen Endpunkt der Strecke besteht eine Übergangsmöglichkeit zum DB-Regionetz der Erzgebirgsbahn (Strecke Vejprty–Annaberg-Buchholz).

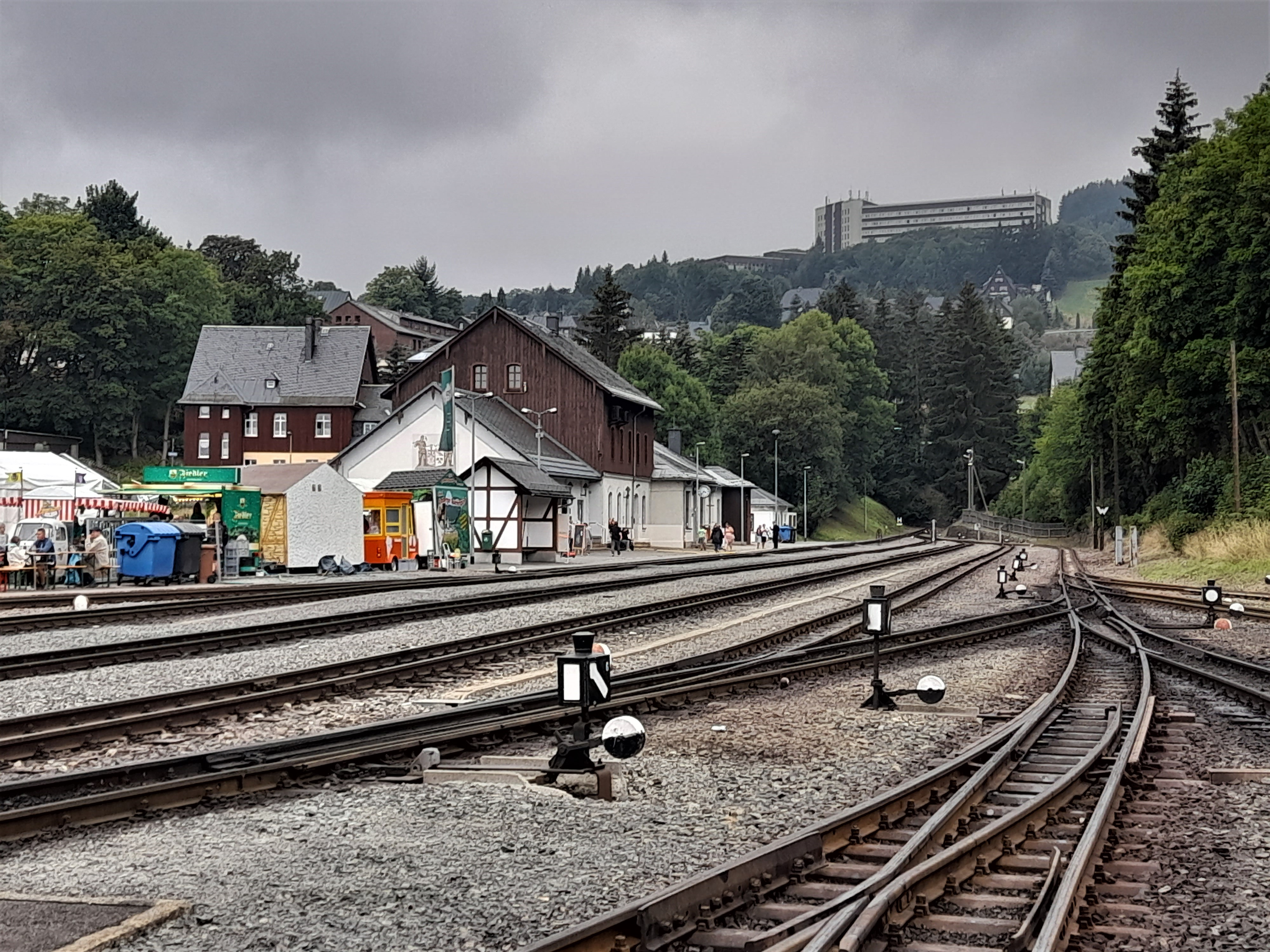
Bahnhof Oberwiesenthal
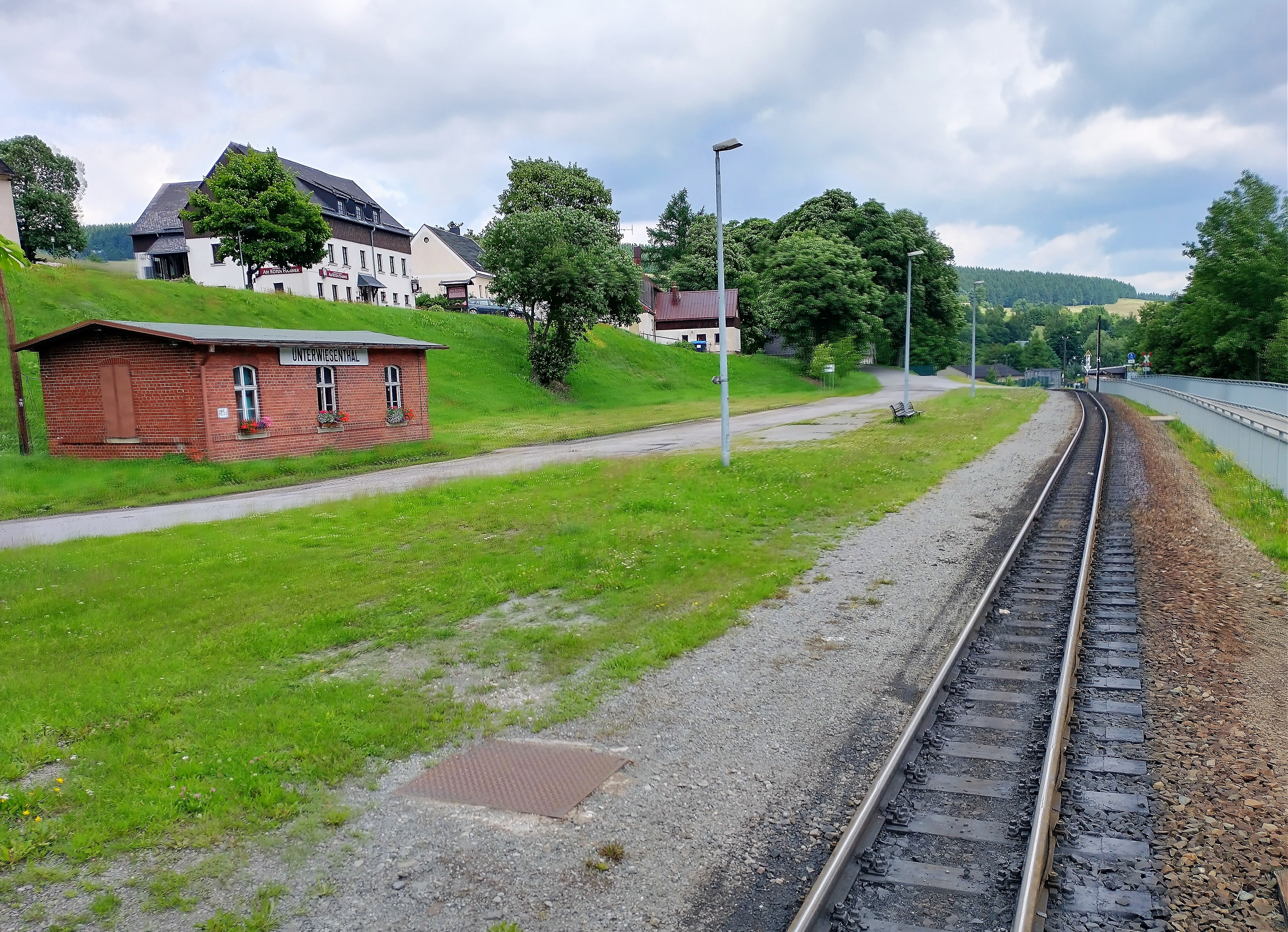
Hp Unterwiesenthal
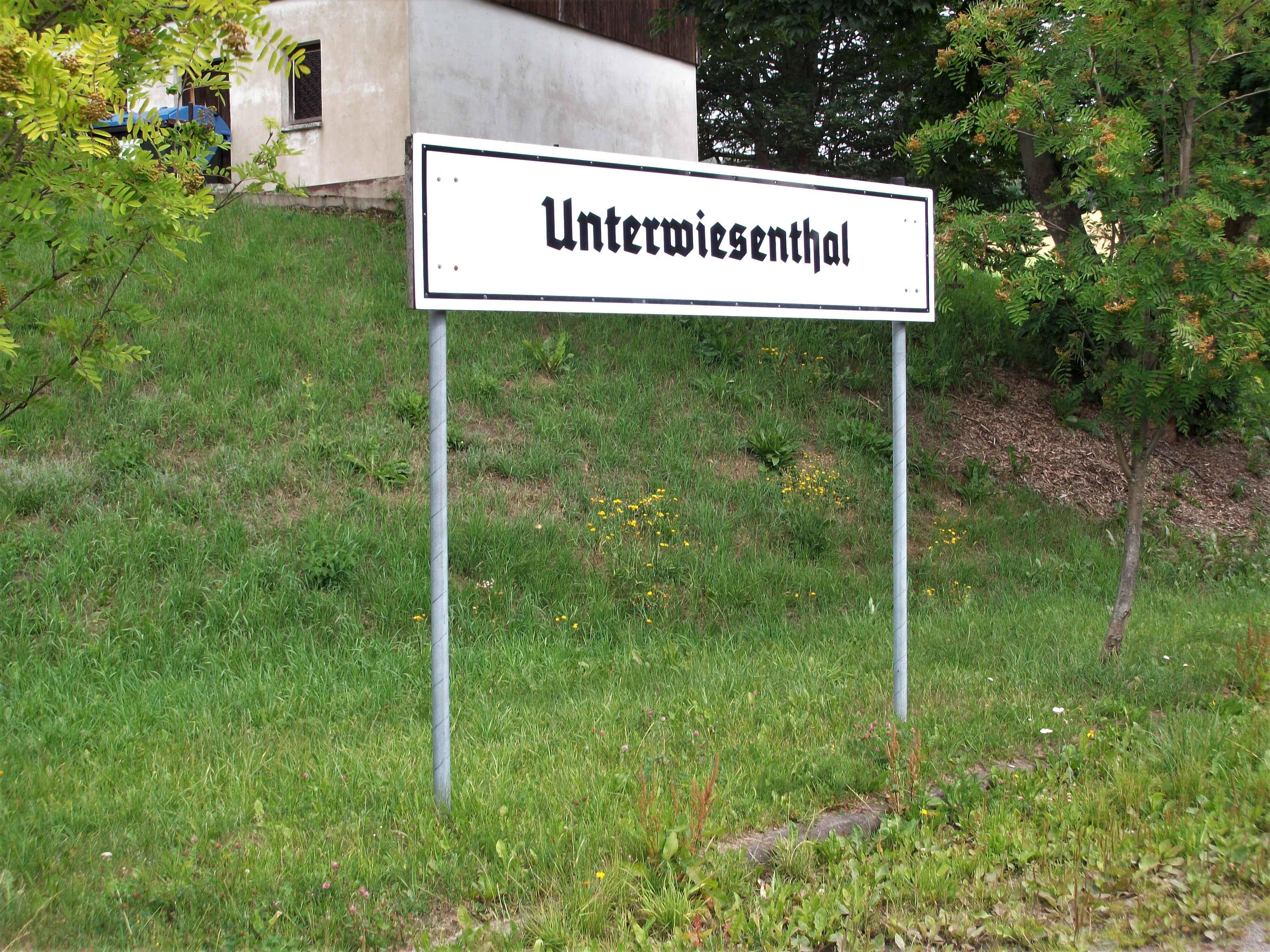

### Wasserversorgung

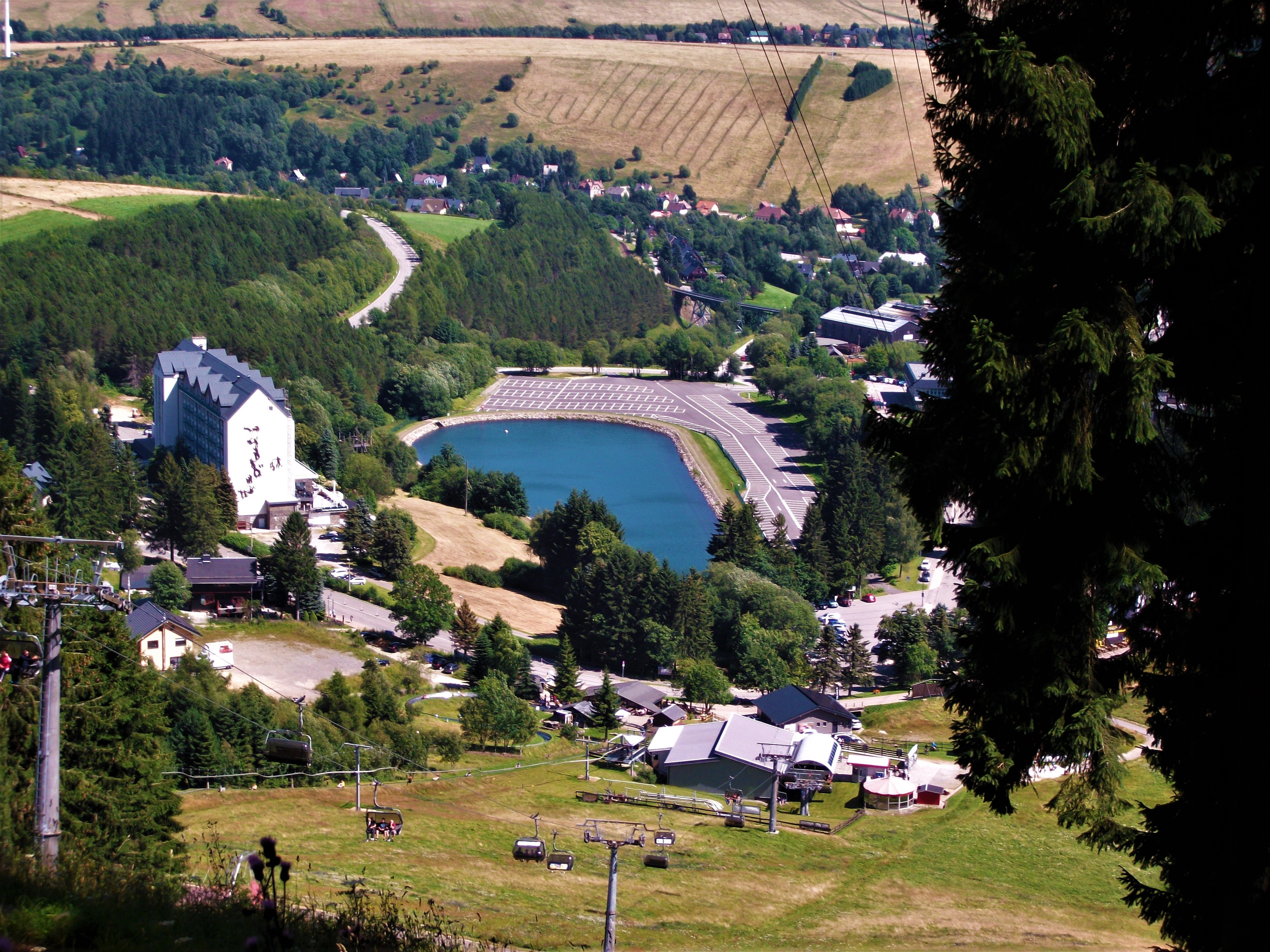
Blick von der Schwebebahn zum Speichersee Hüttenbach

Im Hüttenbachtal befindet sich der Speichersee „Hüttenbach“.

## Persönlichkeiten

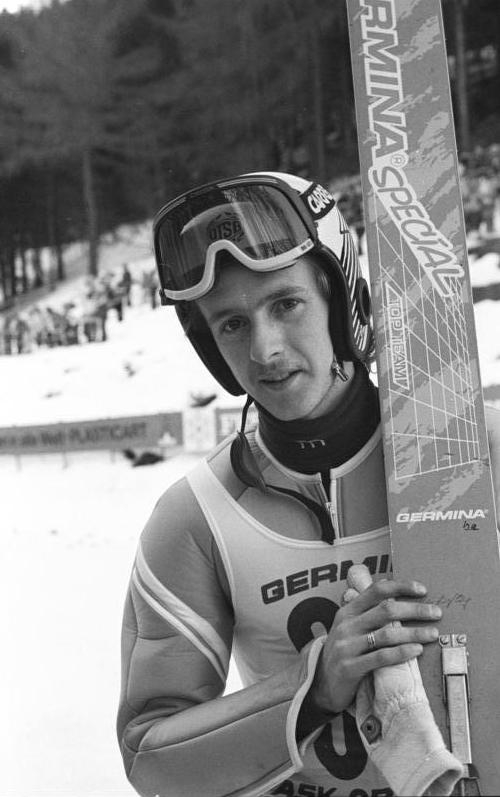
Olympiasieger und Weltmeister im Skisprung (1984), Jens Weißflog (Spitzname: „Floh vom Fichtelberg“), hier im Jahr 1989 bei den 41. DDR-Skimeisterschaften in Oberwiesenthal. Mitglied des SC Traktor Oberwiesenthal. Ehrenbürger der Stadt.